# Maestà (Duccio)
De Maestà van de Duomo van Siena was een monumentaal, dubbelzijdig altaarstuk dat in 1308-1311 werd geschilderd door Duccio di Buoninsegna en zijn atelier. In 1771 werd het gedemonteerd en in stukken gezaagd om er twee aparte altaarstukken van te maken. Hoewel de meeste panelen nog bewaard worden in het museum bij de Duomo, zijn sommige fragmenten in de loop der tijd verspreid geraakt over verschillende verzamelingen in Europa en de Verenigde Staten. Van de verhalende panelen zijn er waarschijnlijk vijf verloren gegaan (mogelijk op een fragment na). Van de twaalf paneeltjes met engelen, die het altaarstuk bekroonden, is mogelijk een viertal bewaard gebleven.

## Ontstaan

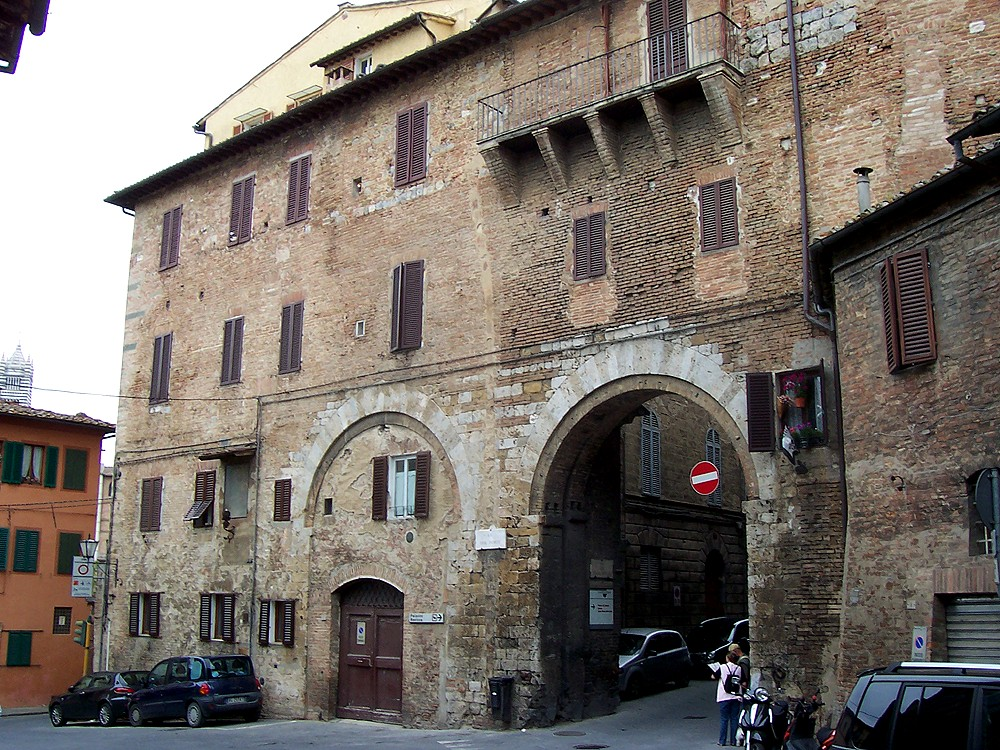
Arco delle Due Porte of Porta di Stalloreggi: In een huis direct buiten deze stadspoort zou Duccio de Maestà hebben geschilderd.

Het is vrij uitzonderlijk voor deze tijd dat het ontstaan van de Maestà vrij goed gedocumenteerd is. Er bestaat geen twijfel over de maker. Er zijn meerdere documenten bewaard gebleven die een goed beeld geven van het ontstaan van het altaarstuk.

### Documenten
Het eerste document (in Latijn) van 9 oktober 1308 is het contract tussen Duccio enerzijds en heer Jacopo (dominus Jacobus [...] operarius operis sancte Marie) namens de bouwcommissie van de dom anderzijds, aangaande het paneel van de heilige Maria (tavola Scte Marie). Duccio beloofde (en zwoer zelfs met zijn vingers op de evangeliën) dat hij het paneel zou maken "zo goed als hij in staat was en volgens de kennis, die de Heer hem had geschonken, en om zonder onderbreking aan het paneel te werken op elk moment dat hij ertoe in staat was, en geen andere opdrachten te accepteren totdat het paneel was voltooid". En verderop beloofde Duccio "niets dan zijn eigen persoon en arbeid erin te stoppen". Er bestaat onder kunsthistorici discussie over de vraag of dit het eerste contract is of een bevestiging van eerder gemaakte afspraken. In dat laatste geval zou Duccio al voor 1308 aan het altaarstuk zijn begonnen.
Een tweede, ongedateerd document, waarvan alleen een afschrift in het Italiaans bewaard is gebleven, legt het resultaat vast van een onderhandeling tussen Bonaventura Bartolomei en Parigiotto, waarschijnlijk vertegenwoordigers van Duccio en de Duomo, over de vergoeding die Duccio zou ontvangen voor de panelen op de achterkant. Kennelijk had het eerste contract alleen betrekking op de voorzijde met de eigenlijke Maestà en is pas een jaar of wat later besloten er een dubbel altaarstuk van te maken. En omdat de voorkant met voornamelijk één groot tafereel afweek van de achterkant met zijn talrijke aparte paneeltjes, moest er opnieuw over Duccio's vergoeding onderhandeld worden. Er is sprake van "in hoofdzaak 34 histories" (trenta quatro storie principalmente, namelijk het passieverhaal en de panelen tussen de pinakels) plus "de engeltjes bovenaan" (li angieletti di sopra) en eventueel extra werk. Dit extra werk werd gelijkgesteld aan vier storie, waardoor de afgesproken vergoeding neerkwam op 38 storie naar rato van tweeënhalve goudflorijn per storia. De eerder genoemde Jacopo (de operaio dell' opera) zou alle verf en andere benodigdheden leveren. Van de predella wordt geen melding gemaakt – de reden hiervoor is niet helemaal duidelijk. Waarschijnlijk was er oorspronkelijk geen predella voorzien en is die pas later aan het altaarstuk toegevoegd. Ook aan de stijl van deze panelen is af te lezen dat ze het laatst zijn gemaakt, wellicht pas na de inwijding in 1311.
Beide documenten benadrukken dat meester Duccio zelf alles moest "leveren" betreffende het "métier van het penseel". Dit hield waarschijnlijk vooral in dat hij geen werk mocht uitbesteden aan andere meesters of ateliers, maar de eis sloot niet uit dat hij op de gebruikelijke manier een beroep mocht doen op assistenten in zijn eigen atelier, zolang hij zelf maar de regie over het geheel hield en eigenhandig de belangrijkste zaken, zoals de gezichten van de heilige figuren, schilderde. Vandaar dat er wel degelijk hier en daar in details een andere hand aan te wijzen is, zonder dat het geheel een onevenwichtige indruk maakt.
Een derde document, dat is gedateerd 28 november 1310, heeft indirect betrekking op het altaarstuk. Er wordt in vermeld dat de kosten van de diverse projecten die de Duomo in gang had gezet, uit de hand begonnen te lopen. Ze waren daardoor genoodzaakt het aantal meesters dat ze in vaste dienst hadden, te beperken tot tien, opdat de lopende werken zo snel mogelijk voltooid konden worden. Tot de genoemde projecten behoorden "een mozaïekwerk dat gestart is, en het nieuwe en grote paneel van de gezegende en glorieuze Maria, voor eeuwig Maagd".

### Signatuur
De Maestà is voor zover bekend het enige werk dat Duccio gesigneerd heeft, en wel op de voetsteun van de troon van Maria. De vorm van dit achthoekige platform had Duccio waarschijnlijk bewust afgestemd op de zeshoekige ruimte rond het altaar en de achthoekige kansel van Nicola Pisano. De signatuur is een Latijns vers op rijm:
MATER SCA DEI
SIS CAUSA SENIS REQUIEI
SIS DUCCIO VITA
TE QUIA PINXIT ITA

Vrij vertaald is de strekking van het opschrift: "Heilige Moeder van God, schenk Siena [voor eeuwig] rust [en] schenk Duccio het [eeuwige] leven, omdat hij u zo [goed] geschilderd heeft." De inscriptie wordt wel gezien als het begin van een ontluikend zelfbewustzijn van de kunstenaars, van trots op hun prestatie en besef van de kwaliteit van hun werk, maar het zal evengoed een uiting van dankbaarheid en tevredenheid van de opdrachtgevers over zijn geleverde prestatie zijn.

### Inwijding
Het altaarstuk werd op 9 juni 1311 in processie naar de dom gedragen. Er bestaat een rekening die daarop betrekking heeft en die aangeeft dat er 8 soldi is betaald aan vier muzikanten uit Siena, te weten trompetters en schalmei- en castagnettenspelers. Enkele decennia na de voltooiing deed een anonieme kroniekschrijver verslag van de inwijding:
En op de dag dat [de Maestà] naar de kathedraal werd gedragen, bleven alle winkels gesloten en leidde de bisschop een lange, vrome stoet van priesters en monniken in plechtige processie. Ze werden vergezeld door de Signori van de Raad van Negen en de functionarissen van de Commune en de hele bevolking; en alle belangrijke burgers van Siena liepen rond het altaarstuk met brandende kaarsen in de handen, en de vrouwen en de kinderen volgden hen met veel devotie. Zij vergezelden het paneel onder klokgelui over het Piazza del Campo tot in de kathedraal met intens ontzag voor het kostbare paneel, dat was gemaakt door Duccio di Niccolò, de schilder, in het huis van de Muciatta buiten de Porta di Stalloreggi. En zij bleven de hele dag in gebed, en de armen ontvingen veel aalmoezen en wij baden tot de Heilige Moeder van God, onze beschermvrouwe, opdat zij in haar oneindige barmhartigheid onze stad Siena zou bewaren voor tegenspoed, verraders en vijanden.
De Maestà stond oorspronkelijk op het hoofaltaar van de kathedraal, op de grens van het transept en het koor. De voorzijde met de tronende Madonna en de scènes uit het leven van Maria was bestemd voor de gewone gelovigen. Gezien vanuit het schip leek het roosvenster uit 1287, met onder andere de kroning van Maria, boven het altaar te zweven. De achterzijde met de daden van Jezus en het passieverhaal was alleen ter contemplatie zichtbaar voor de geestelijken die zich tijdens de mis in het koor bevonden.

## Voorzijde
Terwijl de achterzijde het leven van Jezus op aarde tot onderwerp heeft, is de voorzijde volledig gewijd aan Maria.

### Bekroning
De bovenste panelen vertelden het apocriefe verhaal van het overlijden van Maria. Deze panelen worden bewaard in Siena. Oorspronkelijk waren ze zeshoekig, maar op een na zijn ze allemaal bijgezaagd tot een rechthoek. In het midden bevonden zich waarschijnlijk twee voorstellingen boven elkaar, die waarschijnlijk verloren zijn gegaan: Maria-Tenhemelopneming en Kroning van Maria.

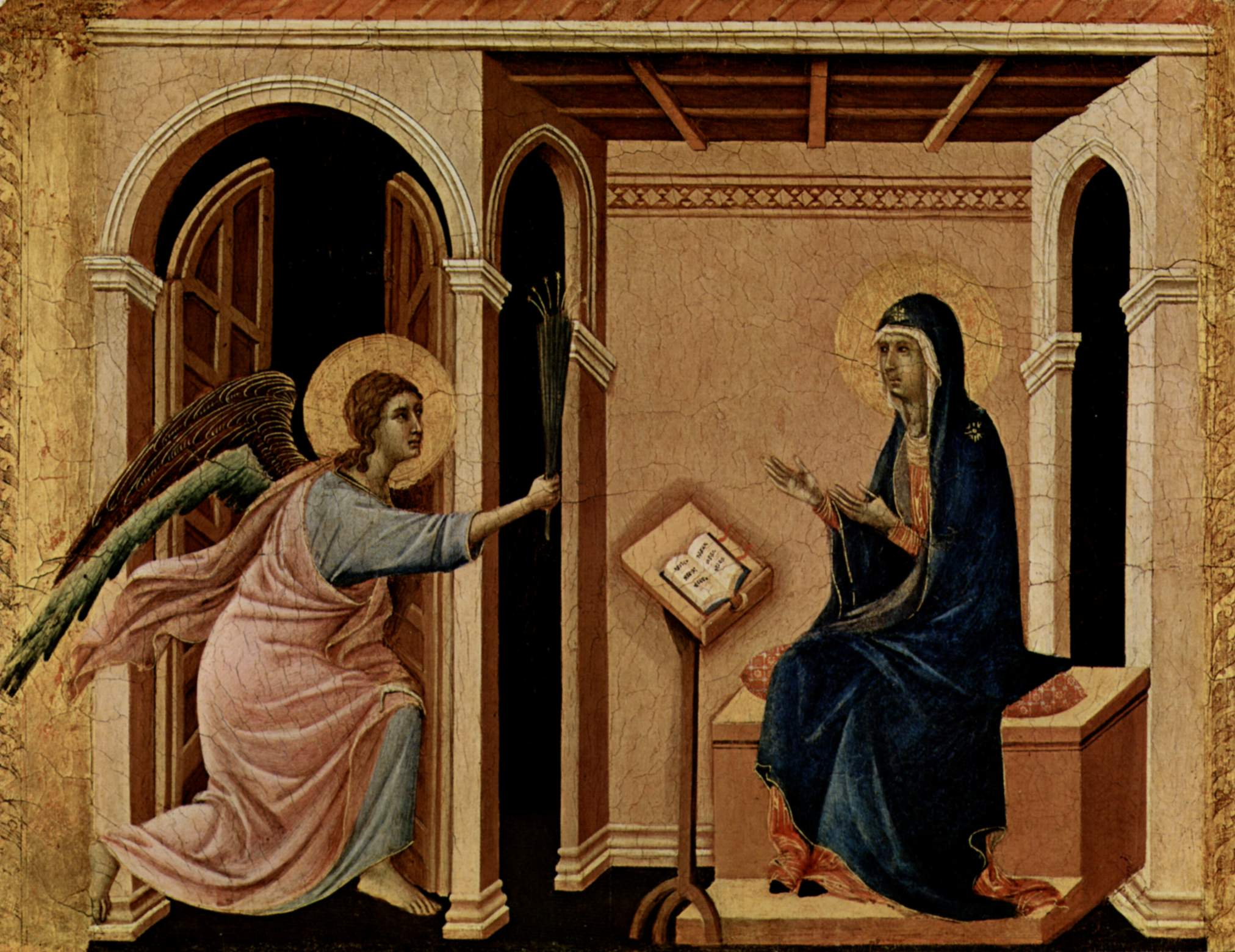
Aankondiging van de dood van Maria
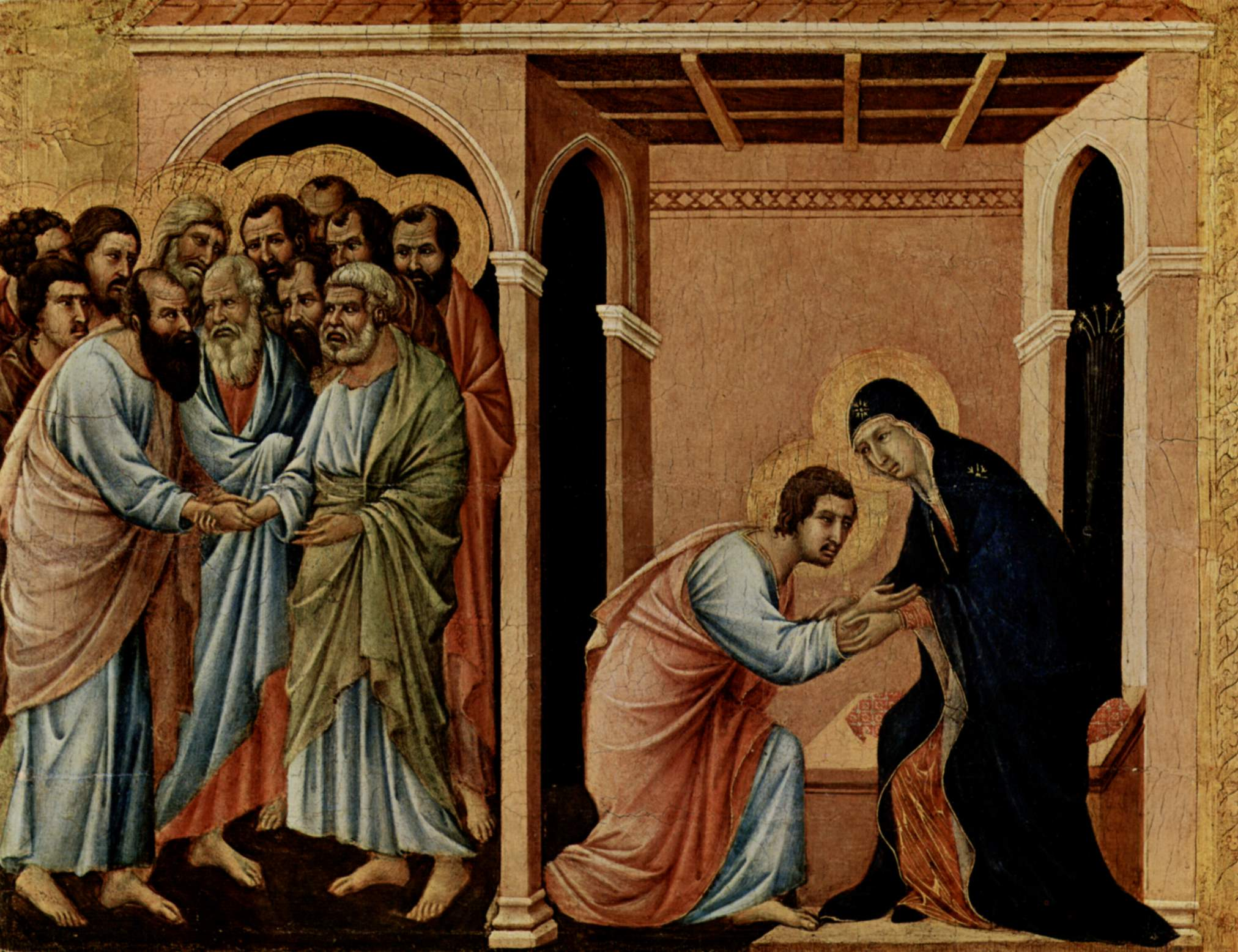
Afscheid van Johannes
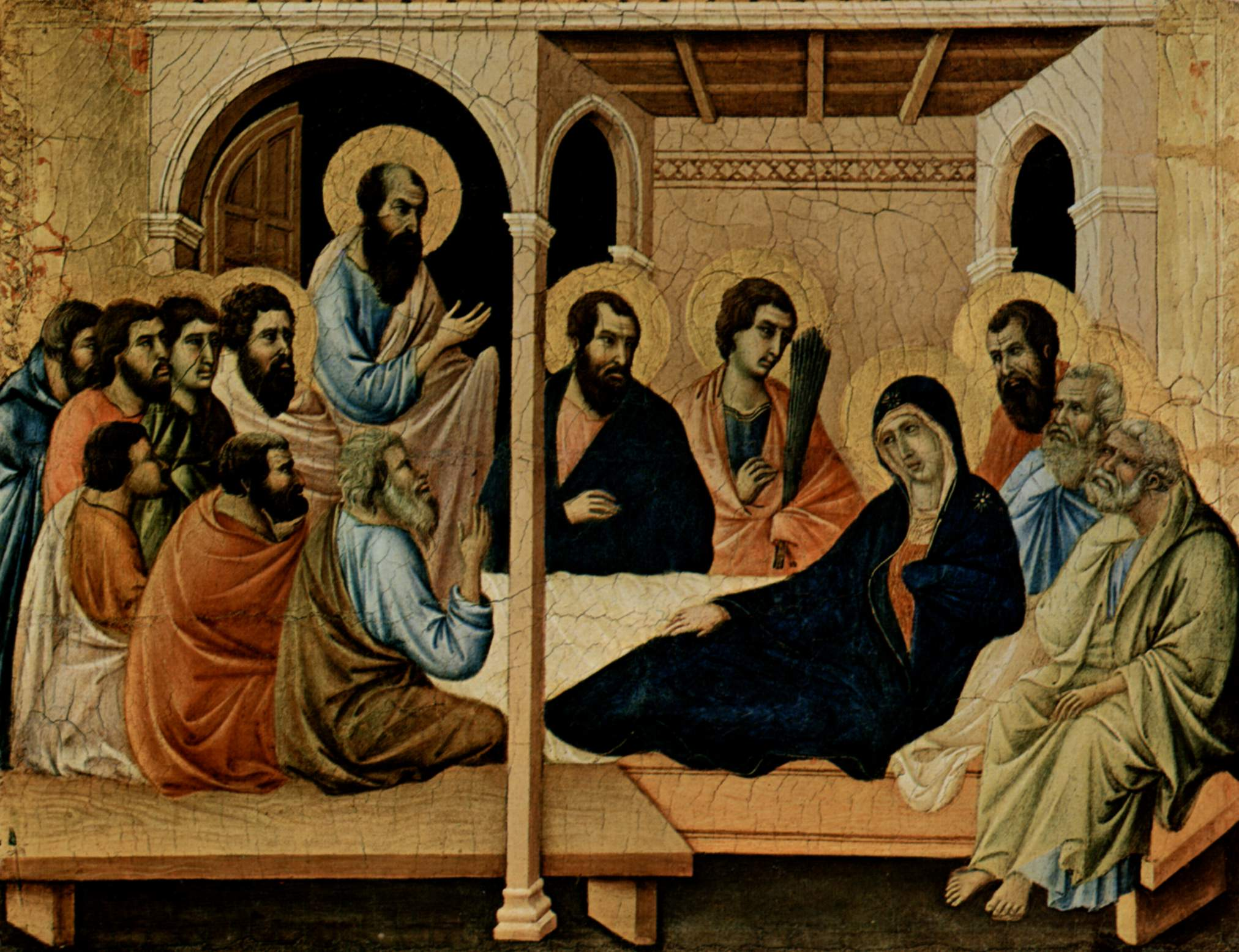
Afscheid van de apostelen
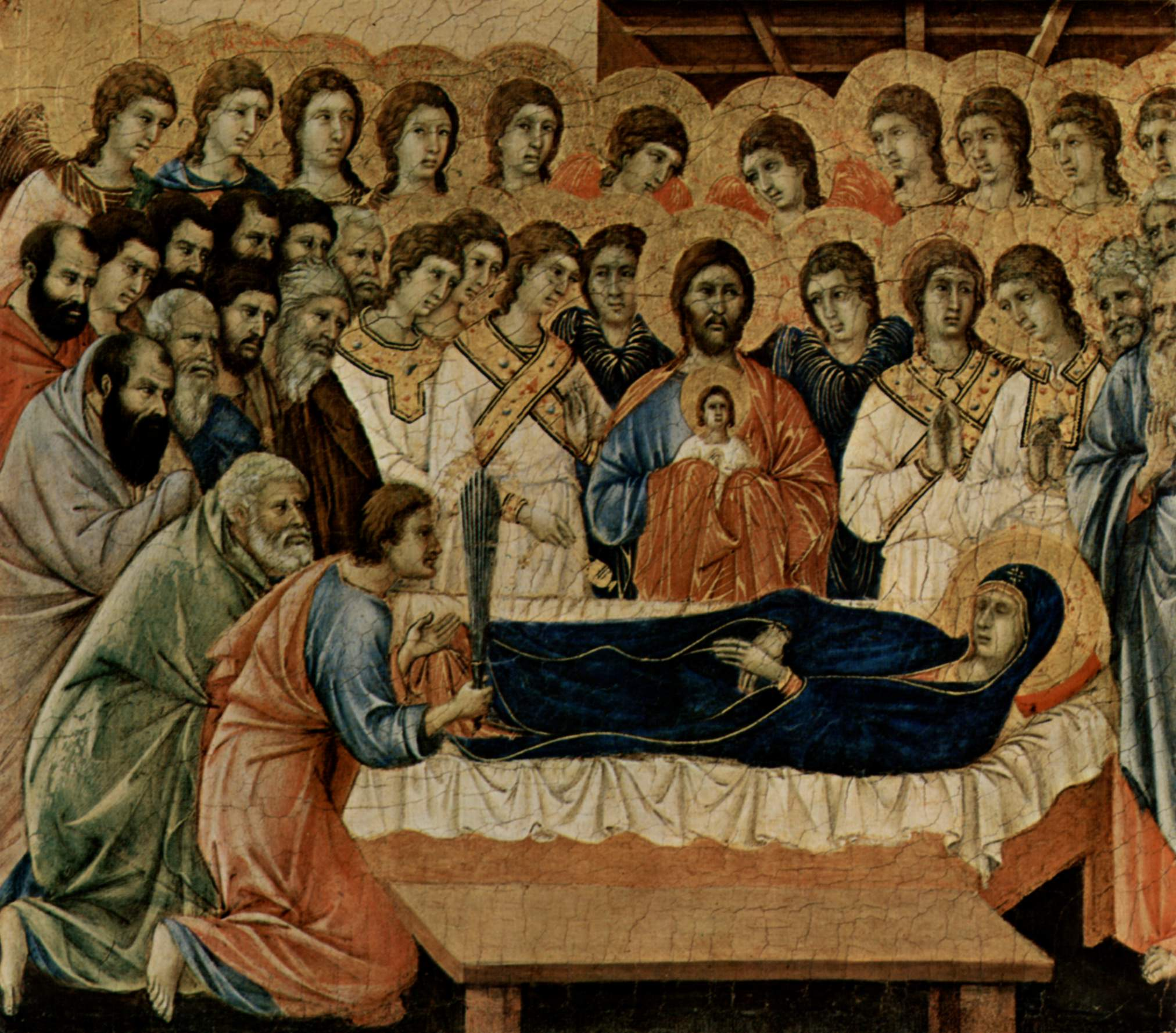
Dood van Maria
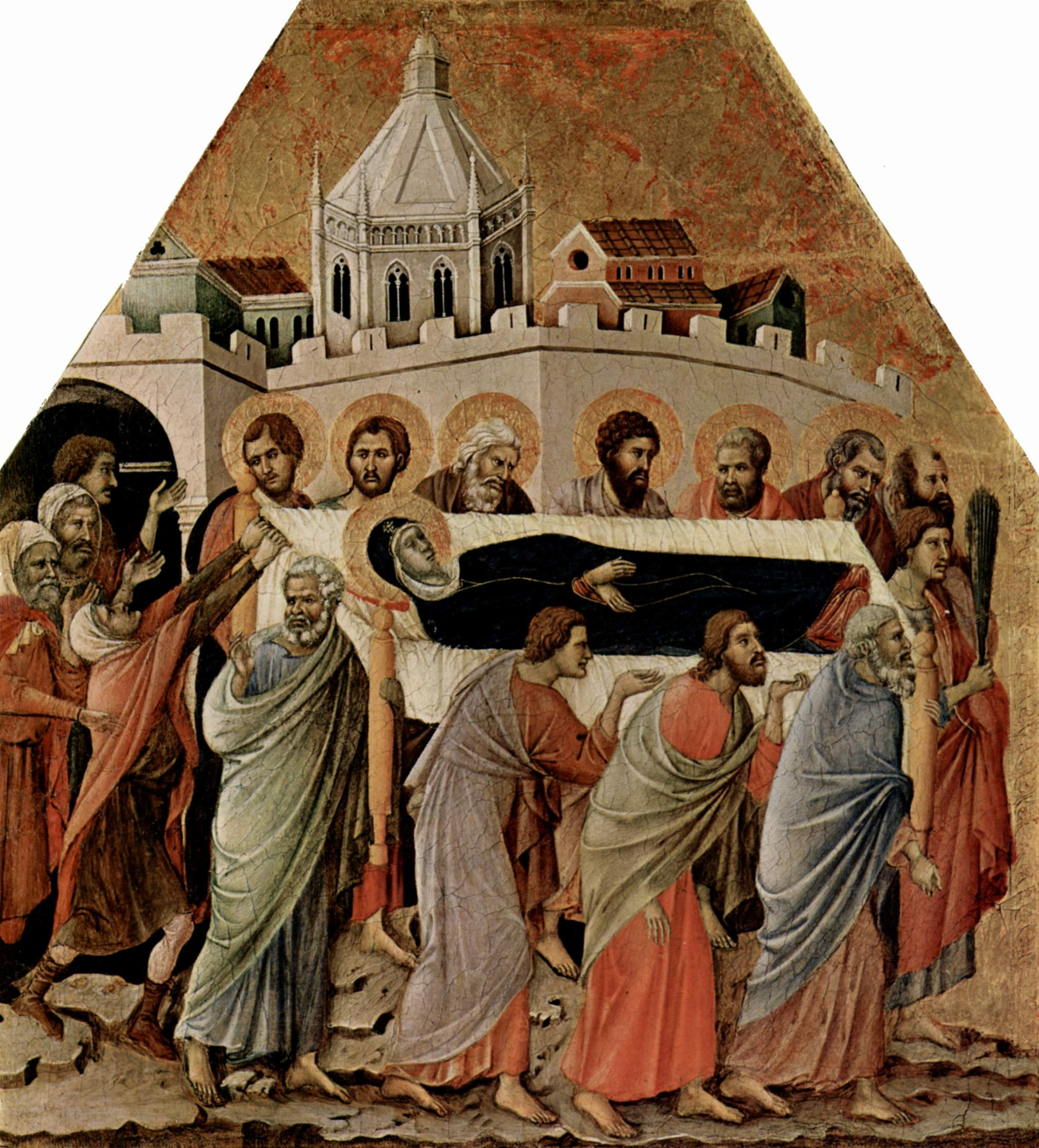
Rouwstoet met het lichaam van Maria
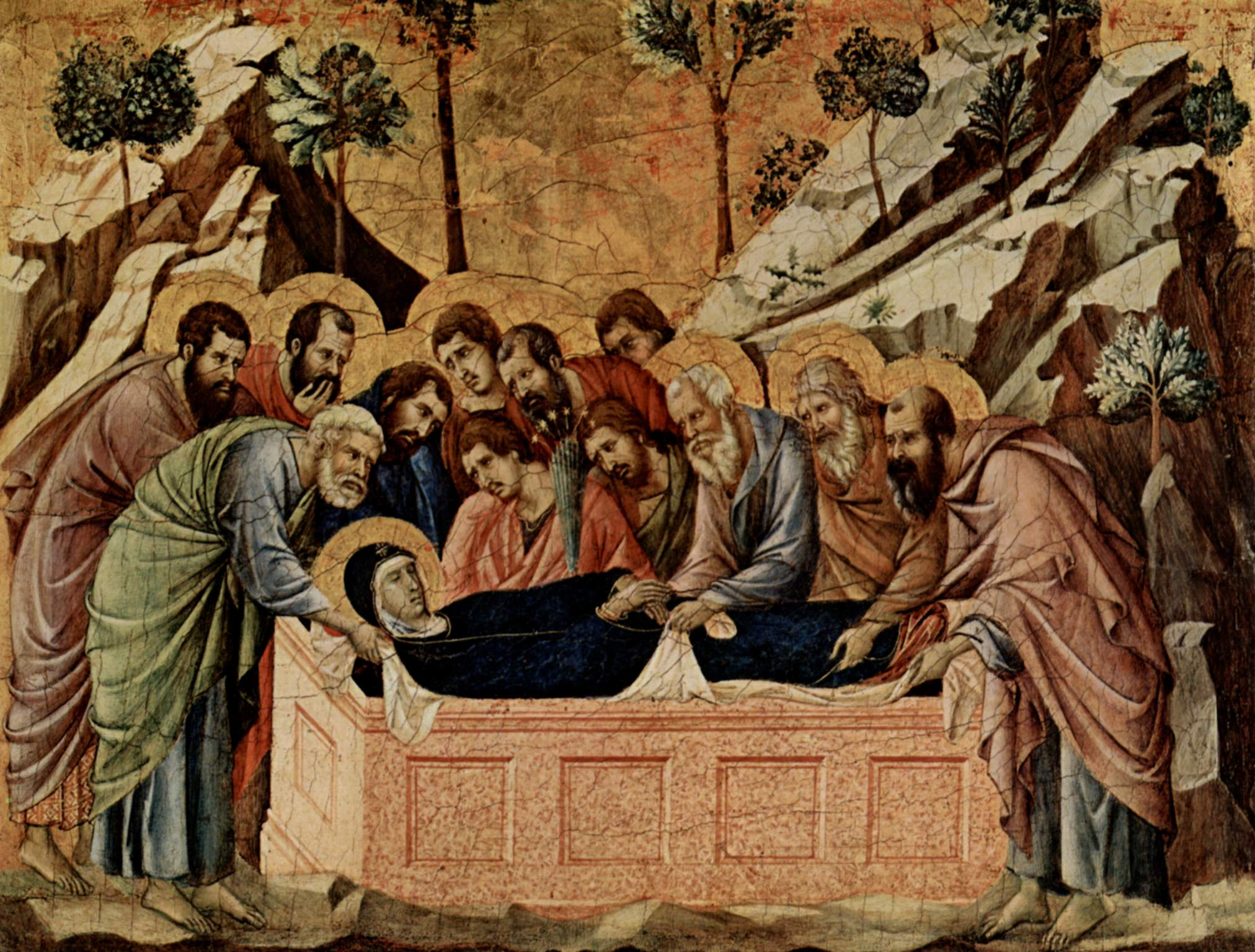
Graflegging van Maria

### Maestà

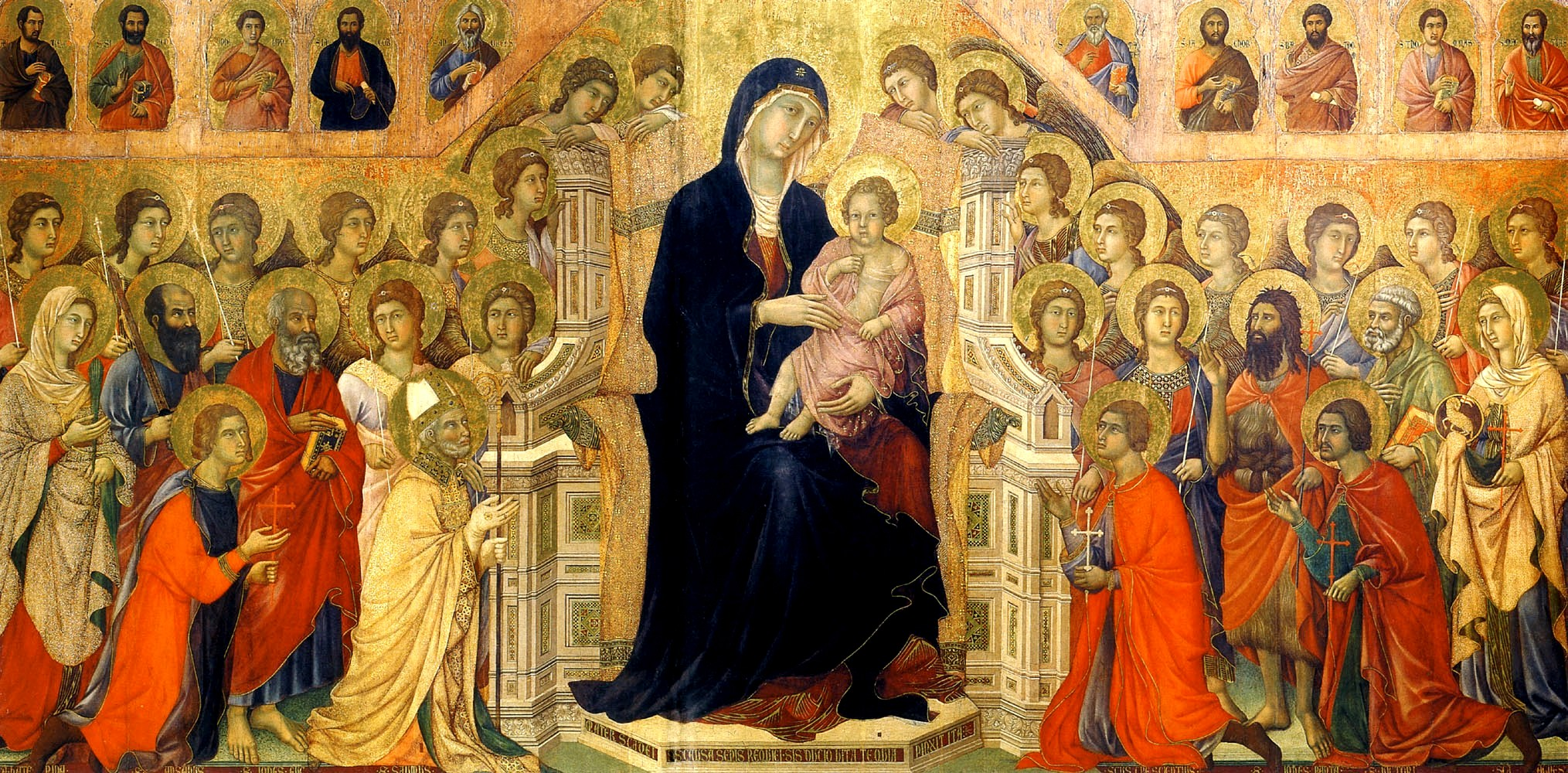
Het middelpaneel met de Maestà

Maestà (Italiaans voor majesteit) is de algemene naam voor de uitbeelding van een tronende Madonna, meestal omringd door engelen. In dit geval heeft de naam betrekking op het grote paneel dat de voorzijde domineert en waarop ook een schare heiligen is vertegenwoordigd.

### Predella
De voorstellingen op de predella vertellen episodes uit de jeugd van Jezus waarbij ook Maria betrokken is. De vrijwel vierkante panelen worden afgewisseld door portretten van figuren uit het Oude Testament: vijf profeten en Salomo. 
De eerste vier panelen bevinden zich in Londen (Annunciatie) en Washington (Jesaja, Geboorte van Christus en Ezechiël), de overige in het museum van de Duomo in Siena.

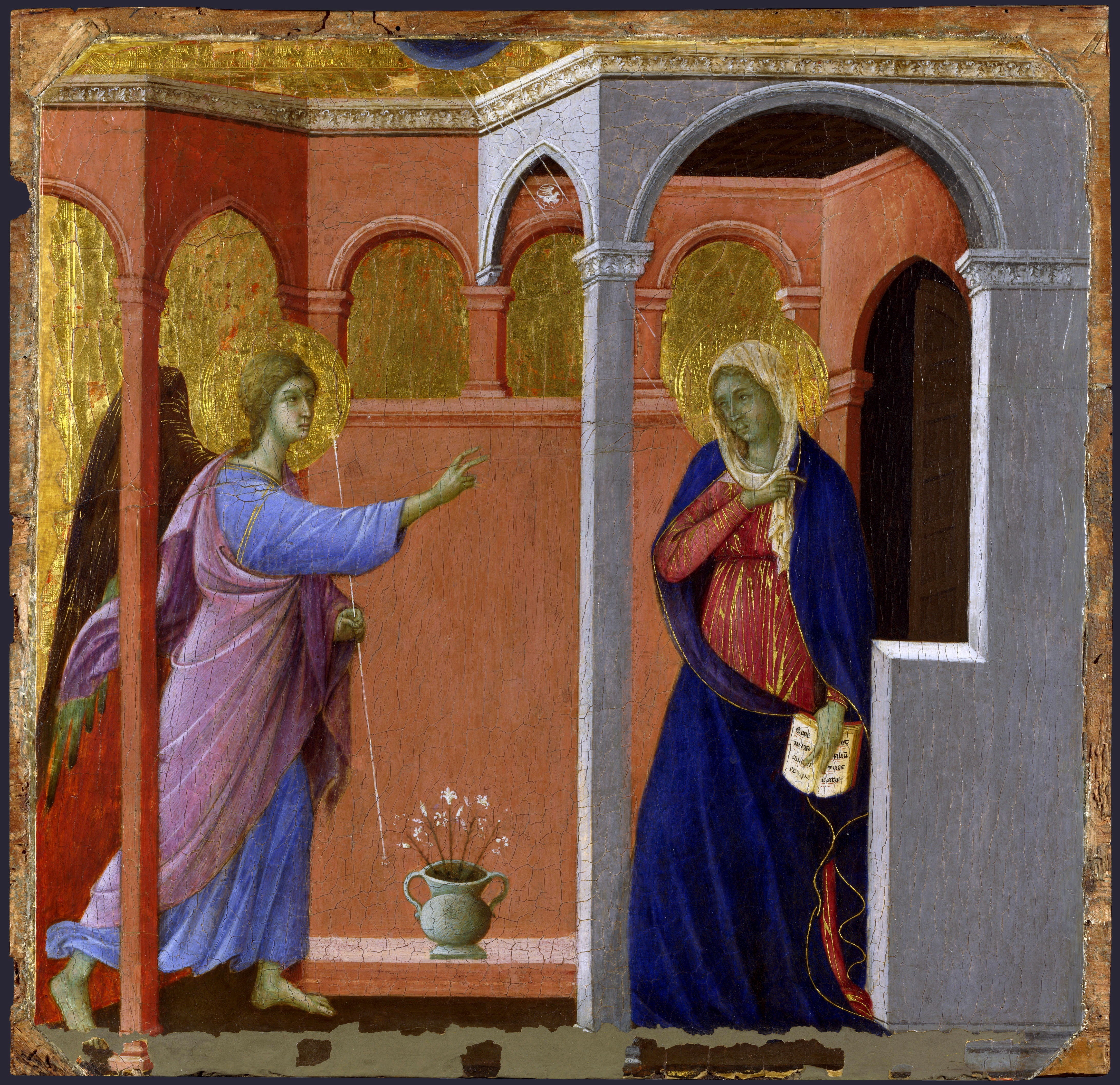
Annunciatie National Gallery (Londen)
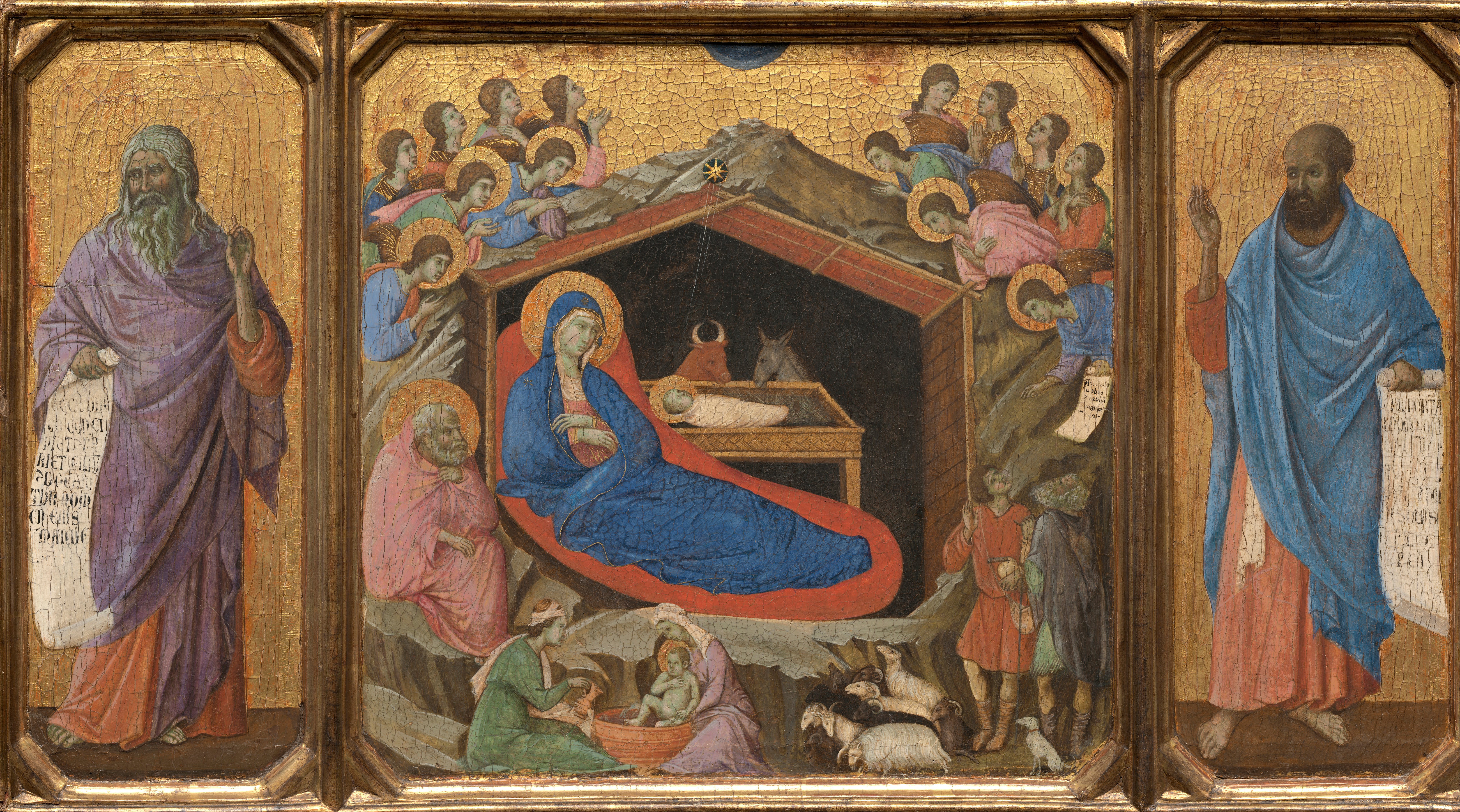
Jesaja [cit 1] – Geboorte van Christus – Ezechiël [cit 2] National Gallery of Art (Washington)
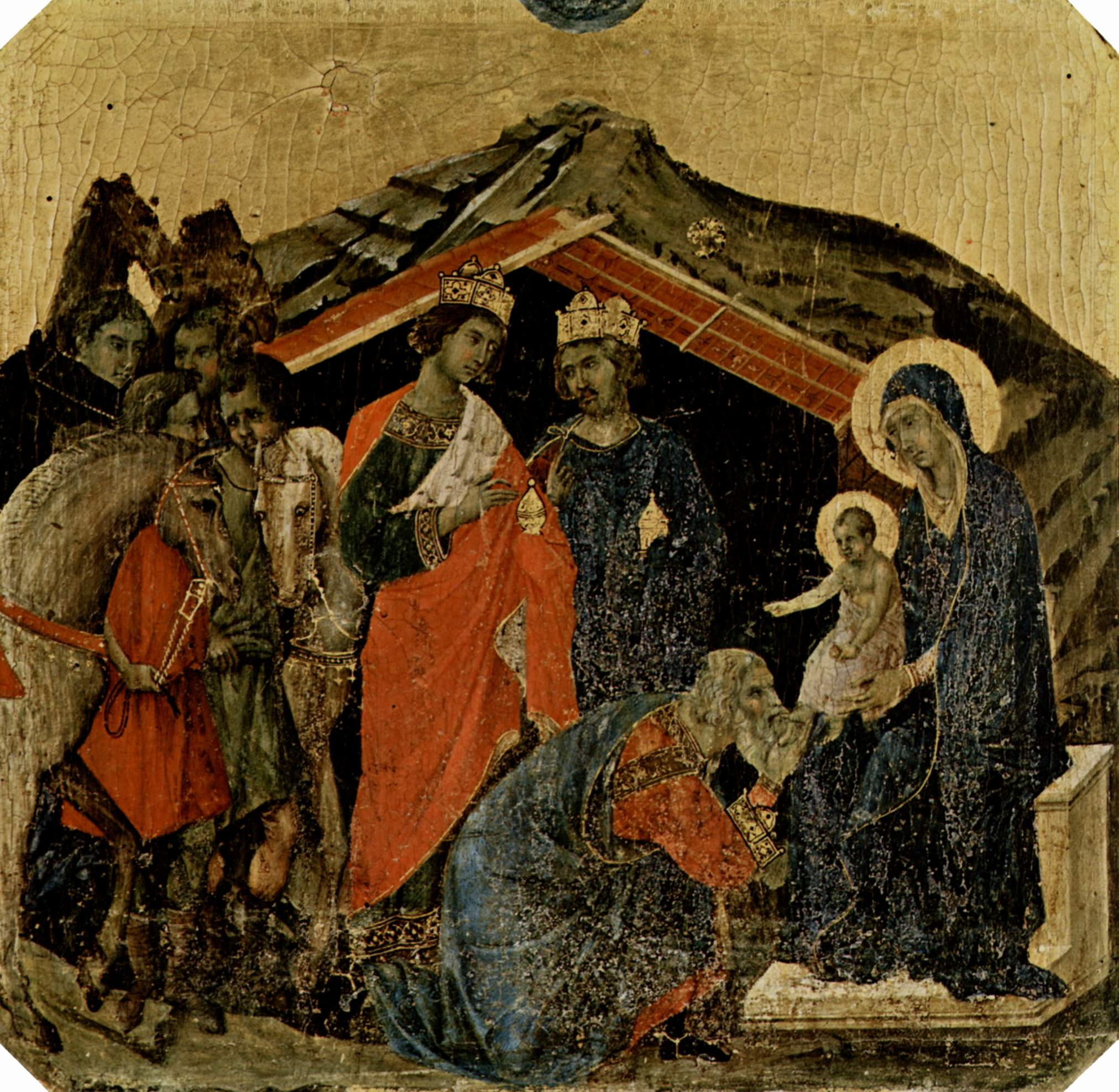
Aanbidding van de koningen
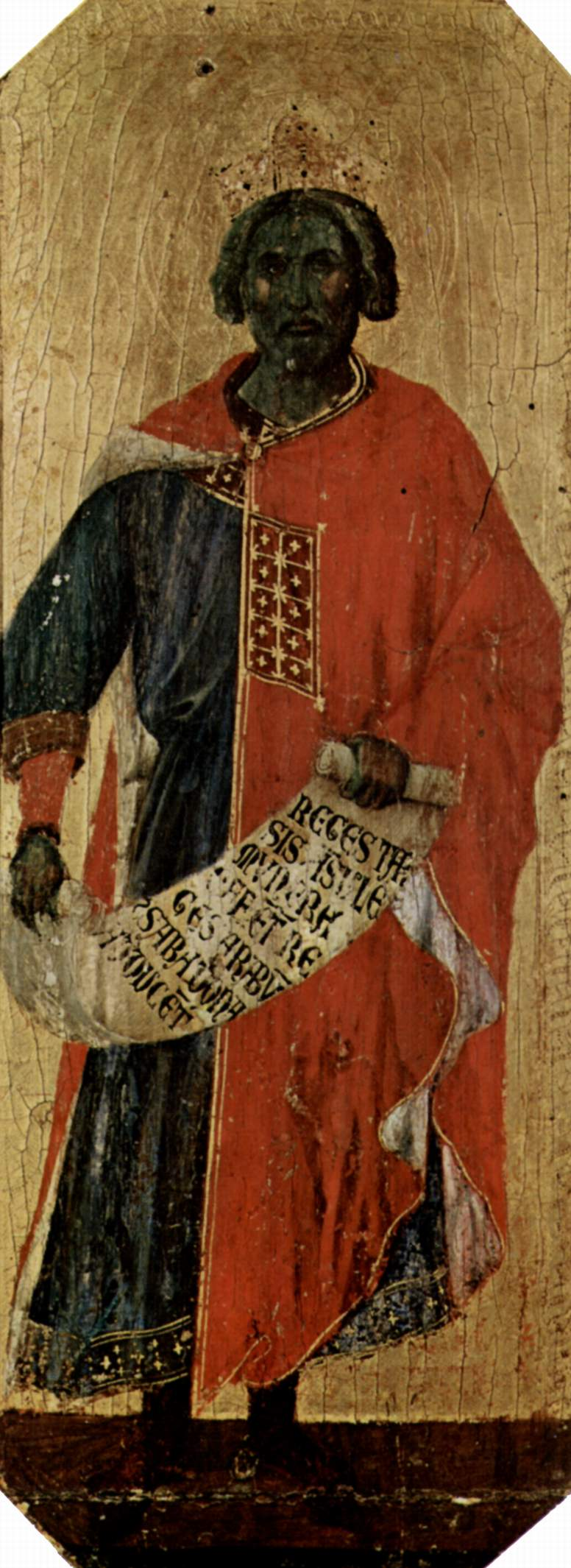
Salomo [cit 3]
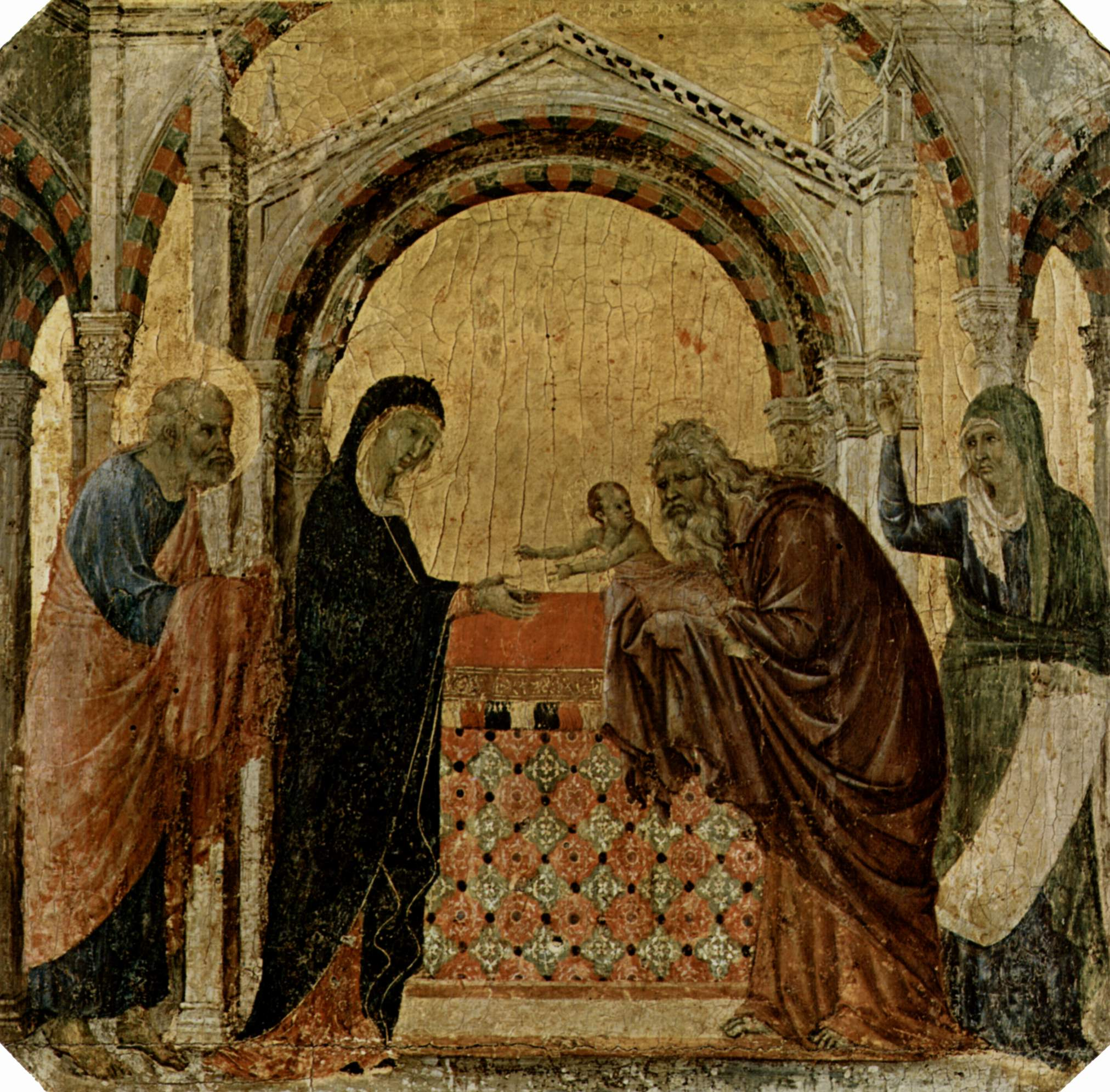
Presentatie in de tempel
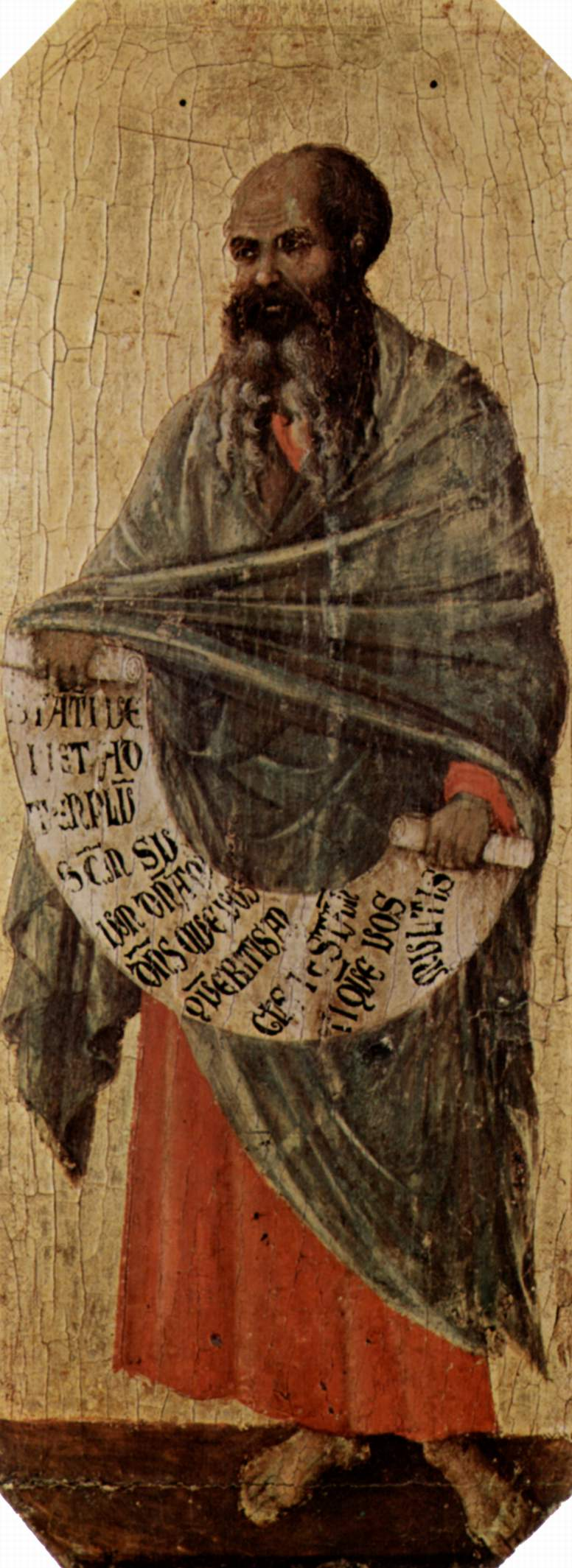
Maleachi [cit 4]
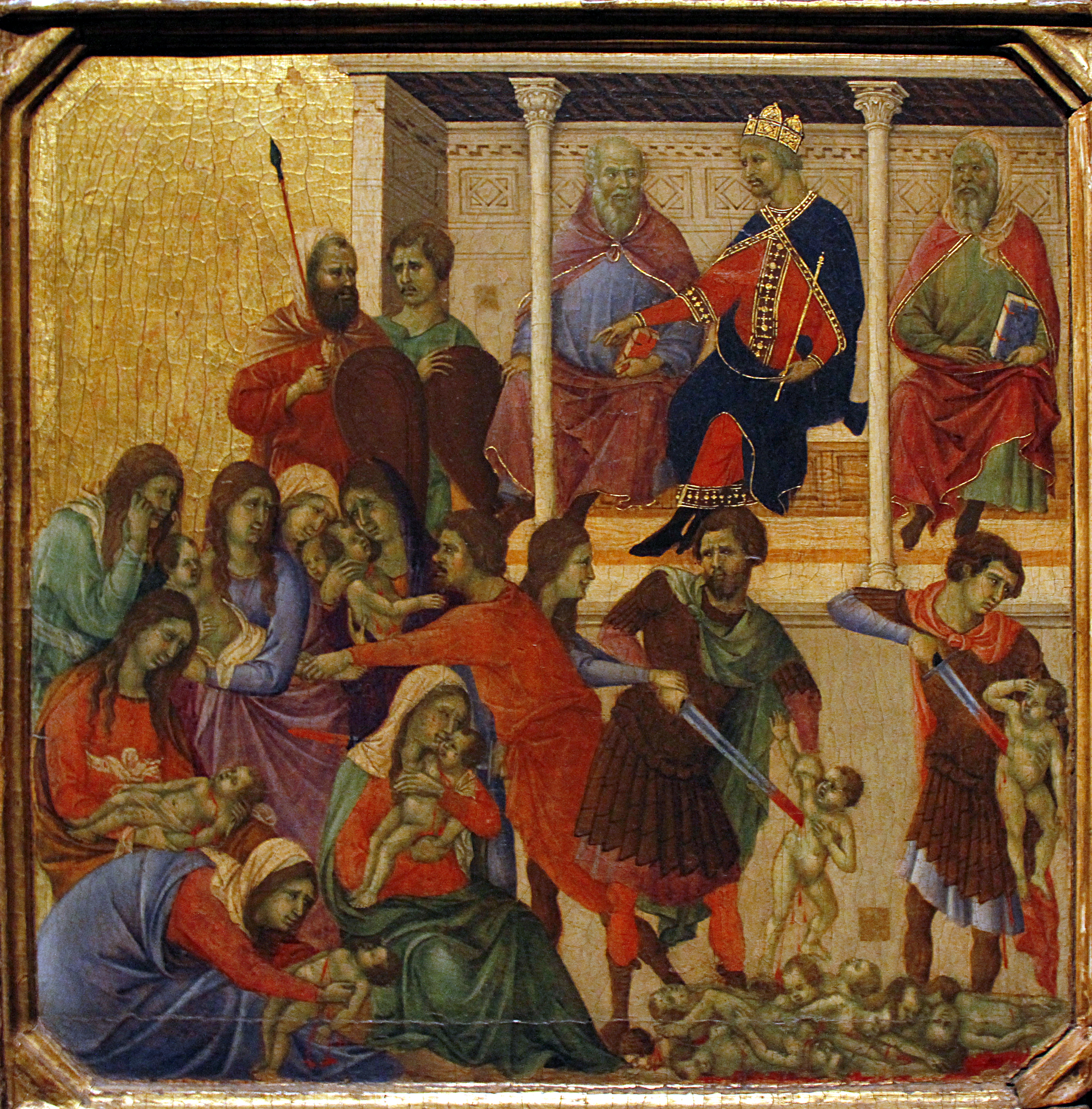
Kindermoord in Bethlehem
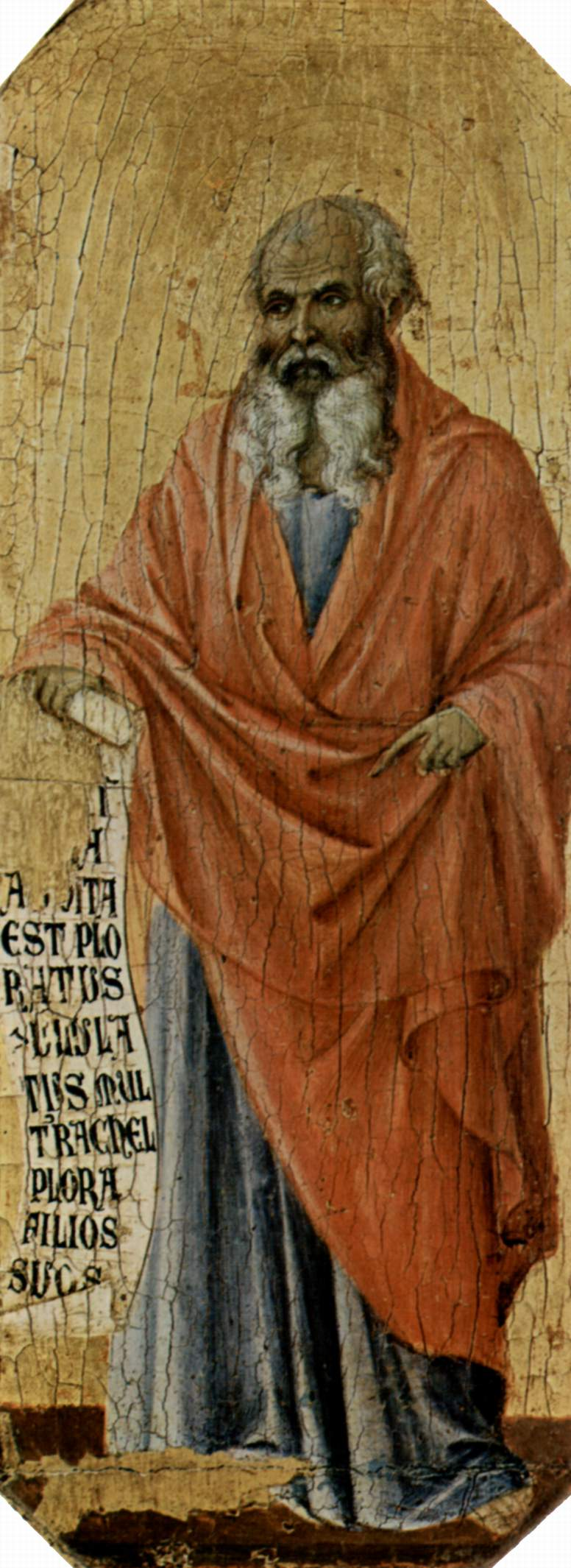
Jeremia [cit 5]
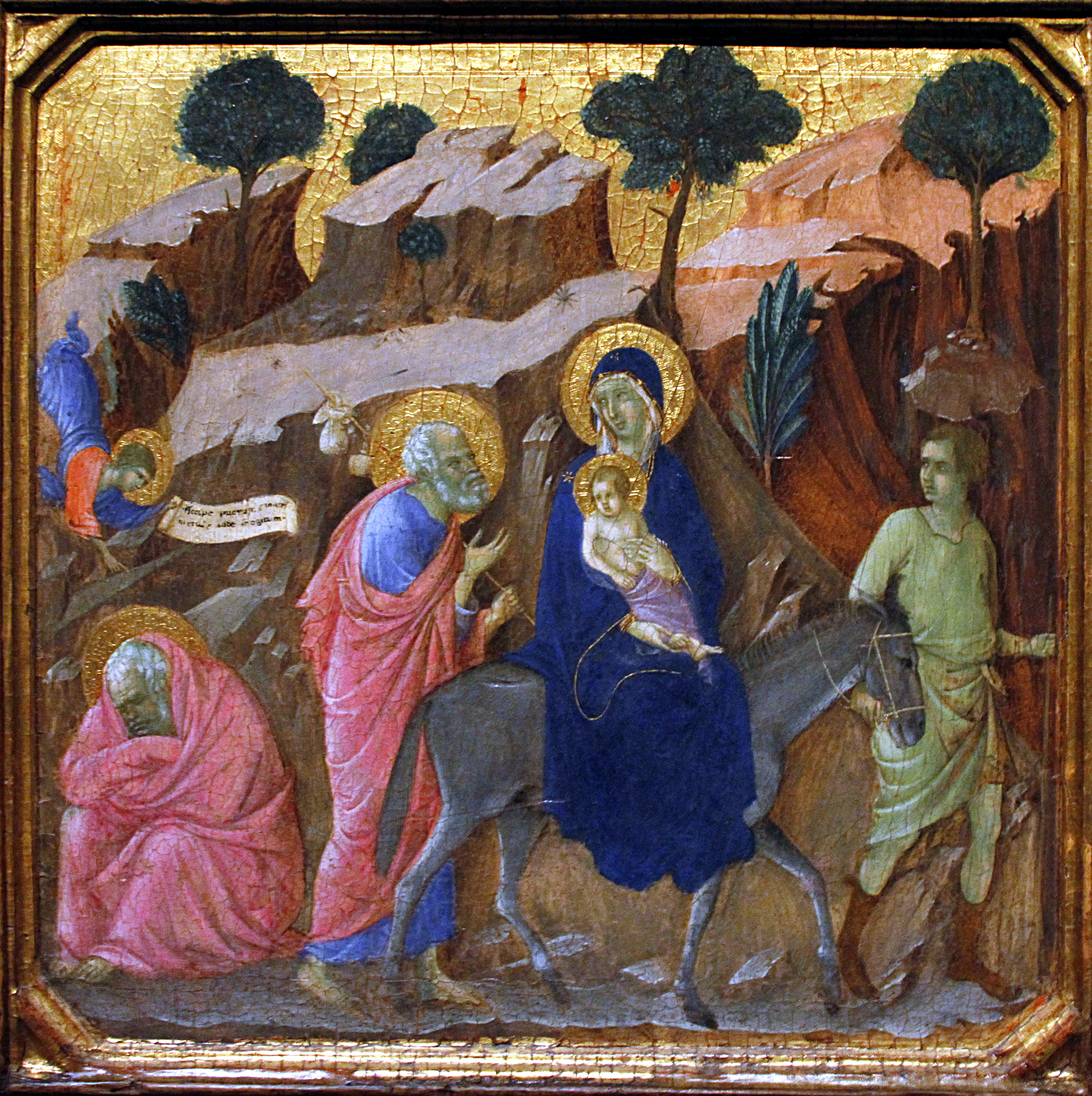
Vlucht naar Egypte [cit 6]
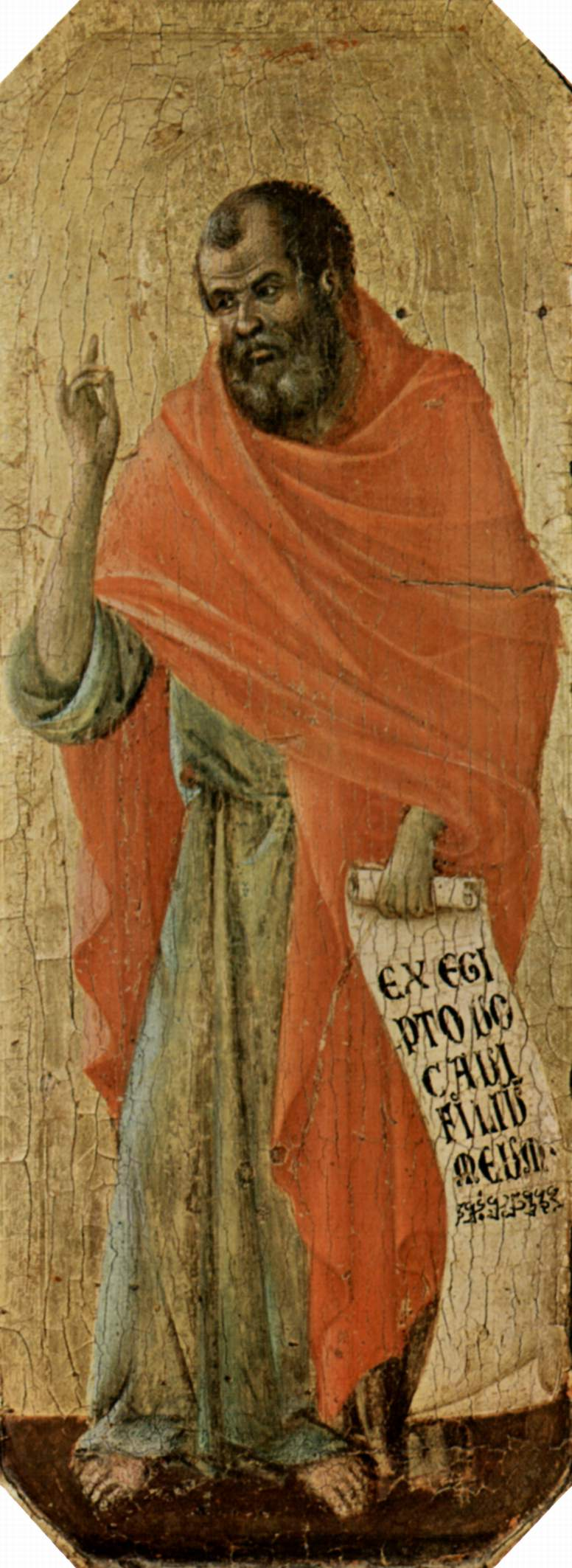
Hosea [cit 7]
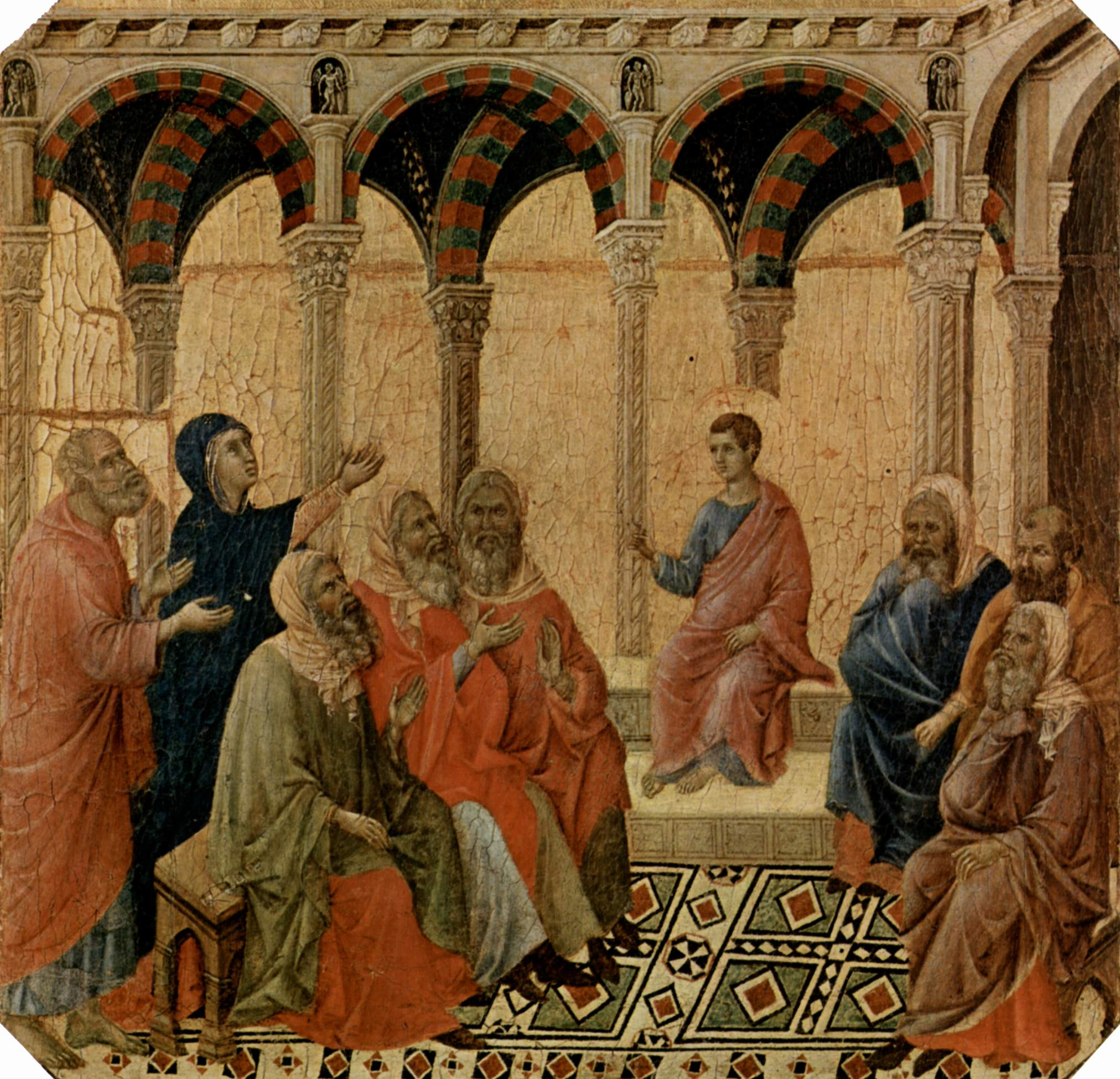
Jezus bij de schriftgeleerden in de tempel

## Achterzijde

### Bekroning
De bovenste panelen waren gewijd aan de verschijningen van Christus na de opstanding, zoals beschreven in de evangeliën. De reeks wordt afgesloten met Pinksteren. Deze panelen worden bewaard in Siena. Oorspronkelijk waren ze zeshoekig, maar op een na zijn ze allemaal bijgezaagd tot een rechthoek. In het midden bevonden zich waarschijnlijk twee voorstellingen boven elkaar, die verloren zijn gegaan, vermoedelijk de Hemelvaart en Christus in majesteit.

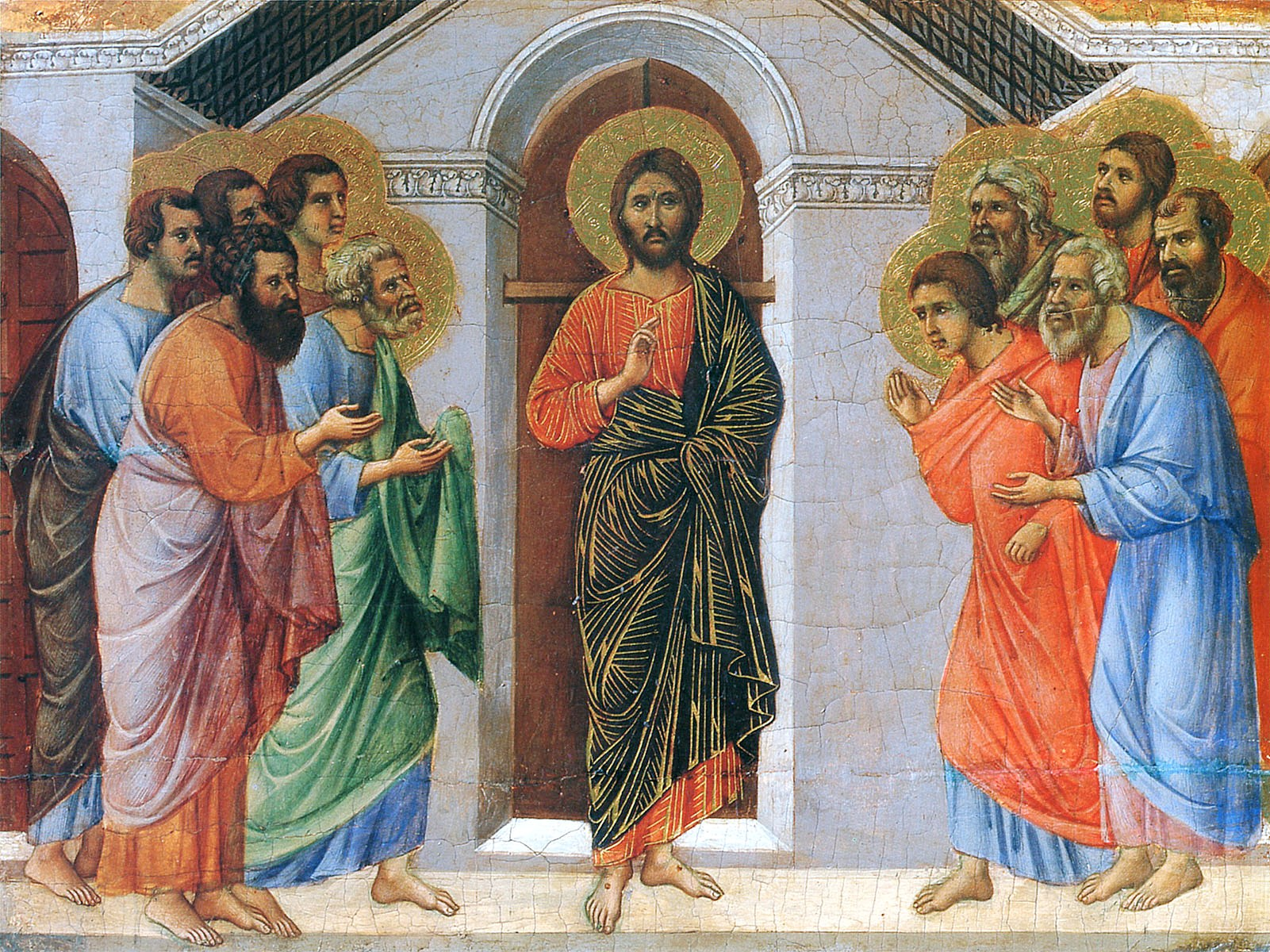
Verschijning achter gesloten deuren (Johannes 20:19) en (Lucas 24:36)
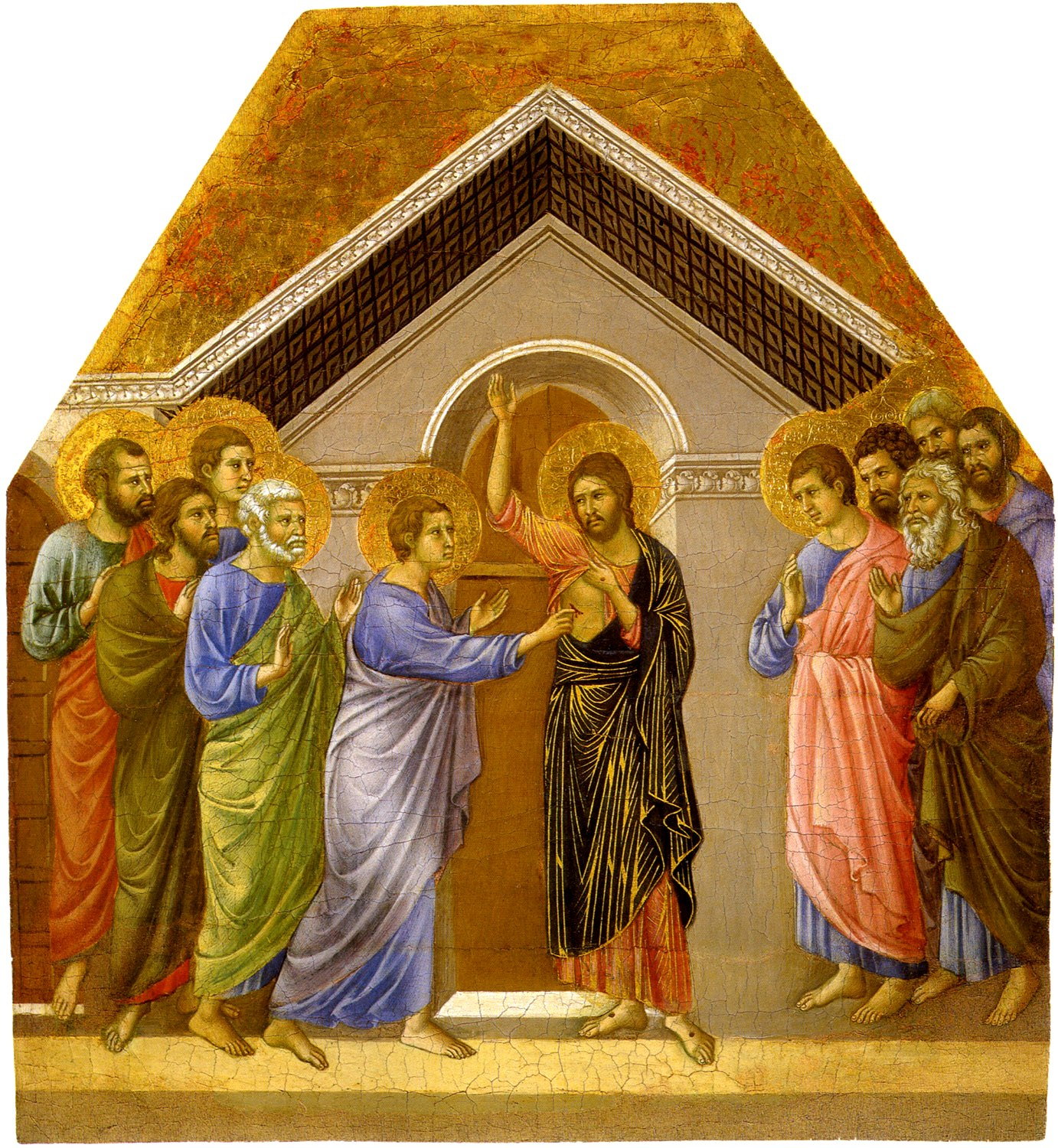
Ongeloof van Thomas (Johannes 20:24)
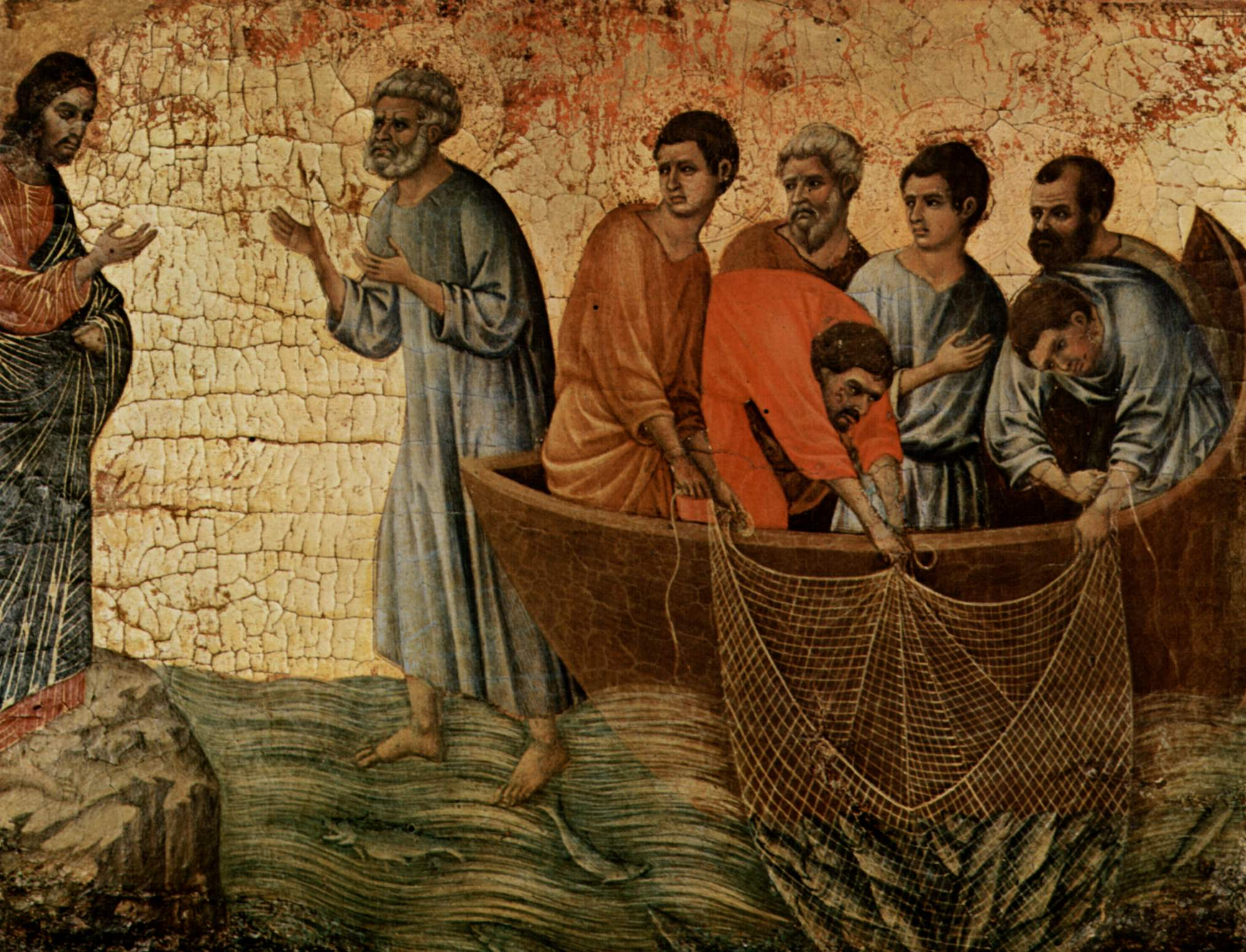
Verschijning bij het meer van Tiberias (Johannes 21:1)
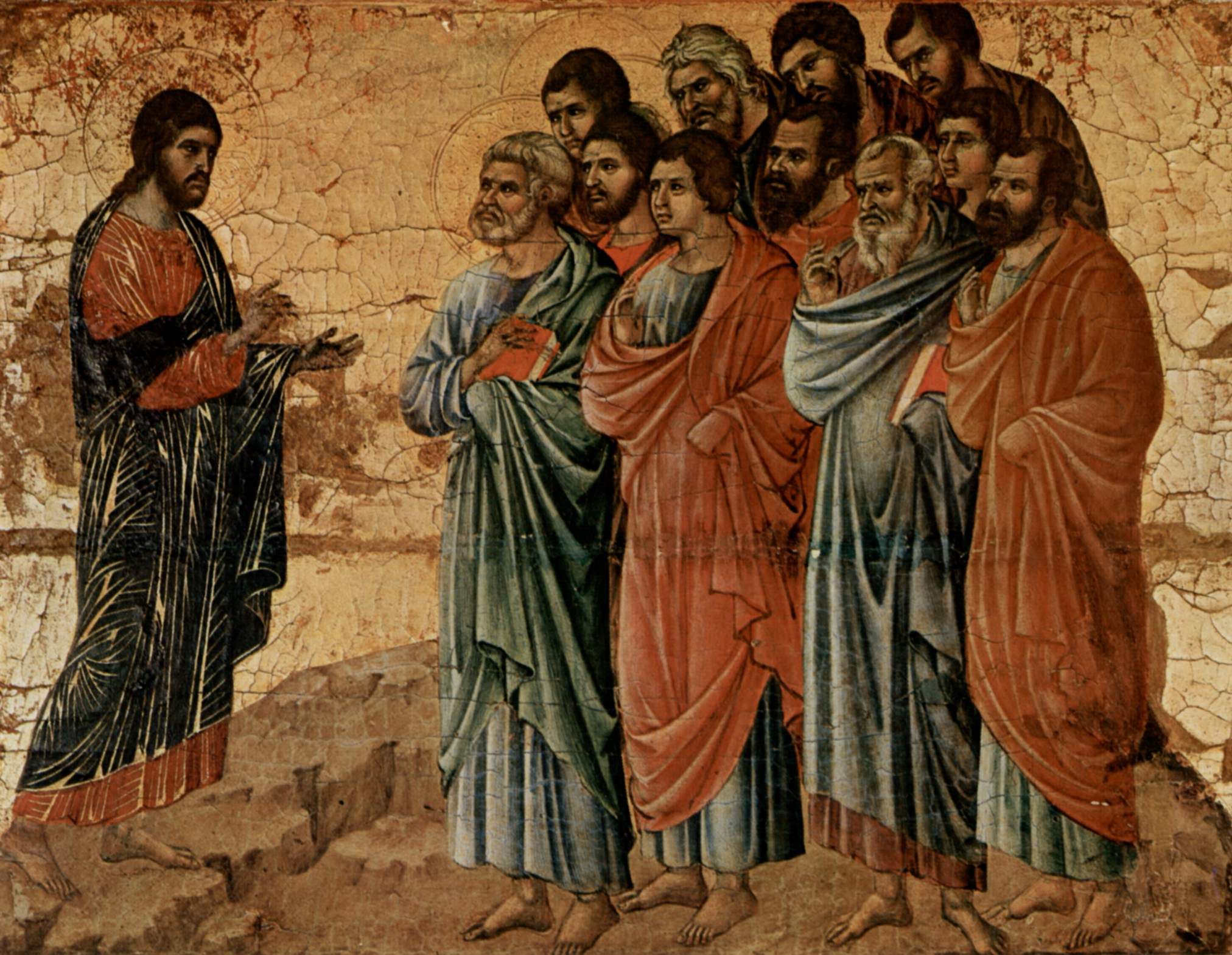
Verschijning bij Galilea (Matteüs 28:9)
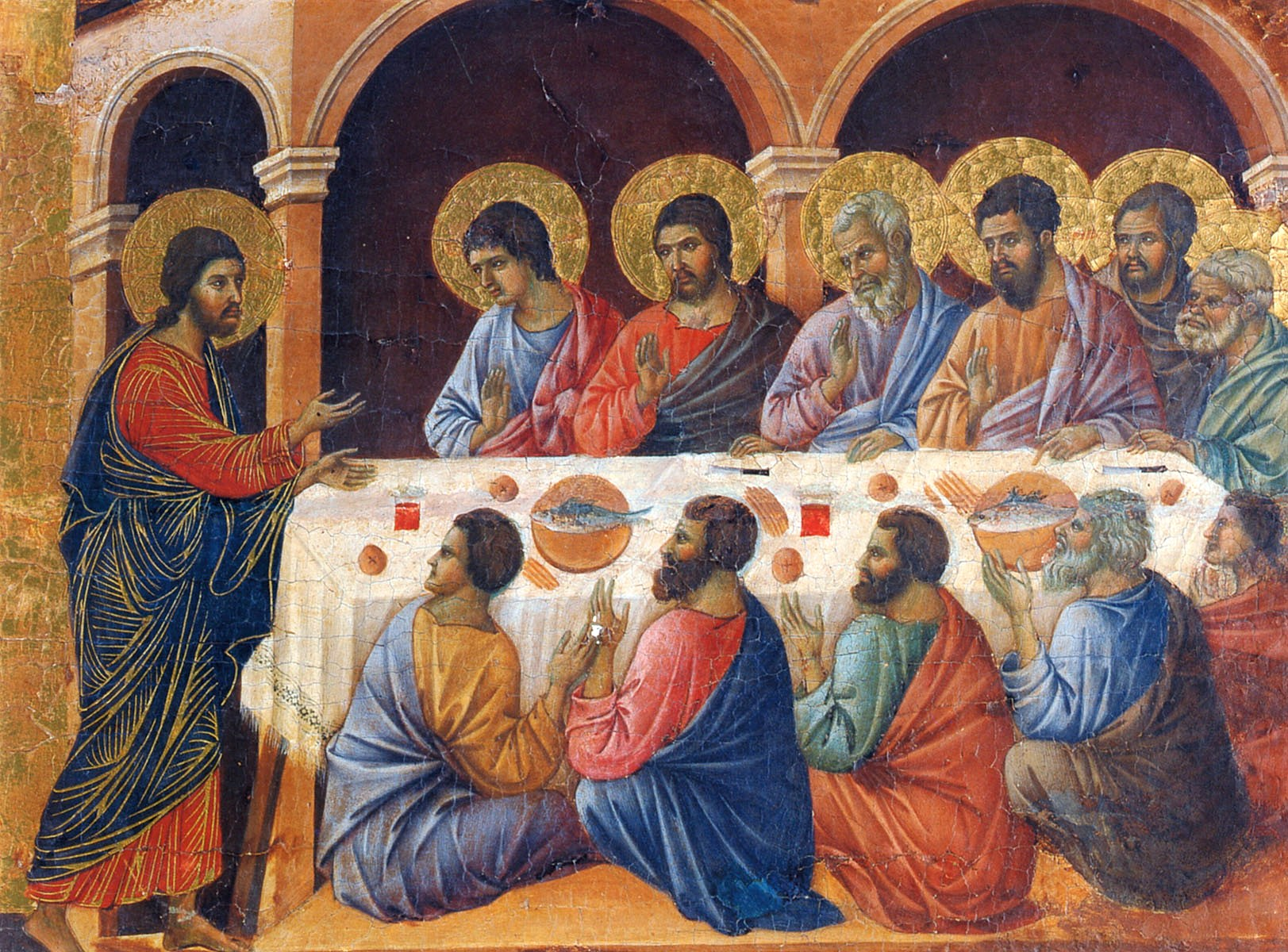
Verschijning tijdens het avondmaal van de apostelen (Marcus 16:14)
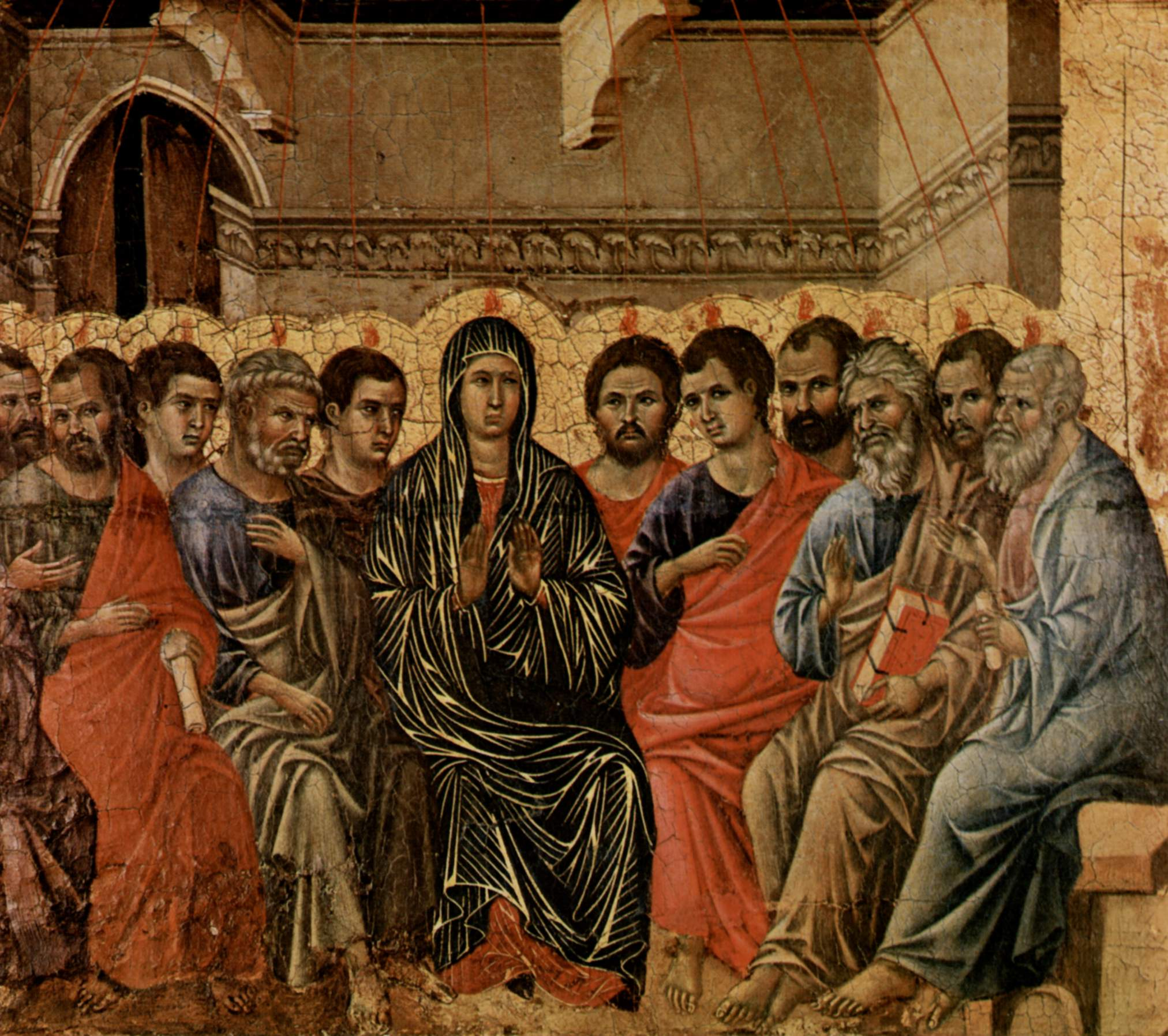
Pinksteren (Handelingen 2)

### Passie

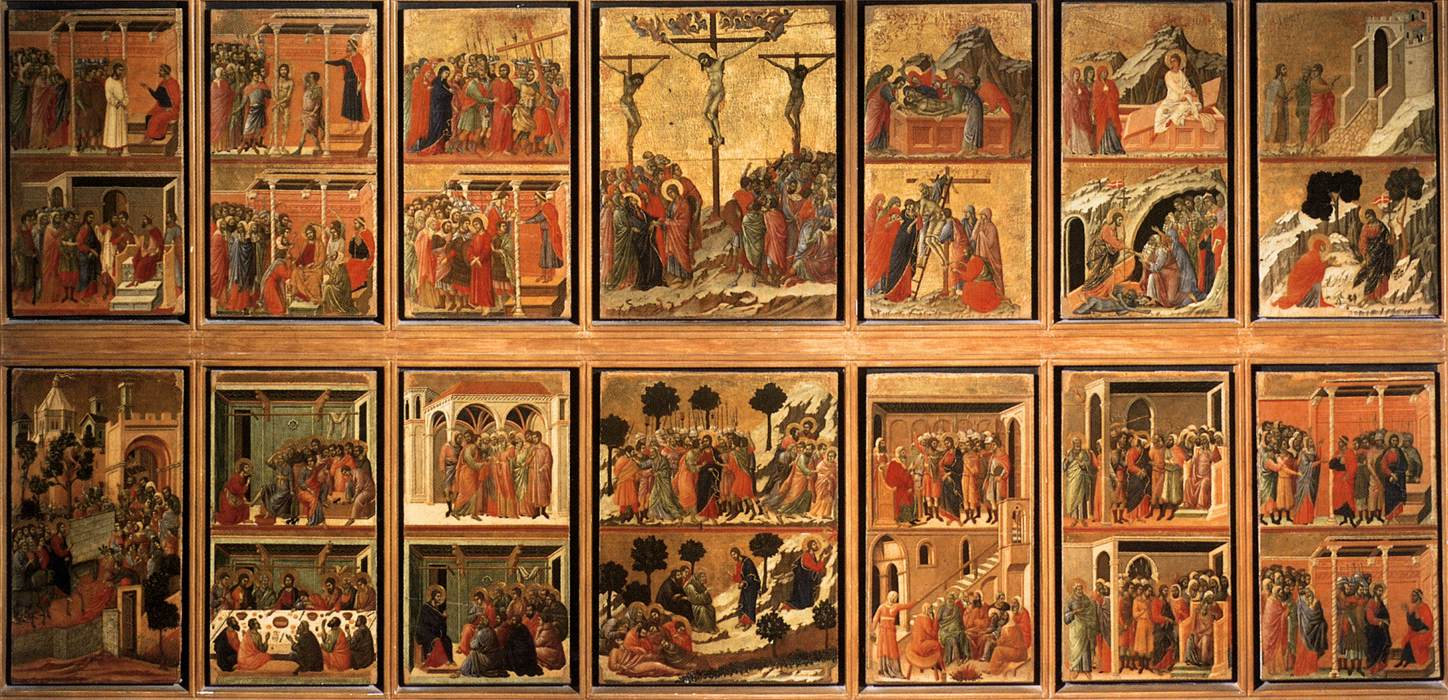
Het opnieuw samengevoegde middendeel van de achterzijde met het passieverhaal, Museum van de Duomo, Siena

Het grote rechthoekige middendeel waarin 26 scènes zijn opgenomen, bestaat horizontaal uit tweemaal twee rijen waarbij steeds twee paneeltjes boven elkaar een eenheid vormen. Soms zijn ze samengevoegd tot één compositie, te weten Intocht in Jeruzalem, Kruisiging en Eerste loochening van Petrus plus Christus voor Annas. Soms plaatste Duccio twee scènes boven elkaar die zich min of meer gelijktijdig afspelen, zoals Verraad van Judas en Afscheid van de apostelen of Drie Maria's bij het graf en Afdaling van Christus in de hel. De centrale panelen zijn breder dan de rest en vormen als het ware de basis voor de panelen erboven, die verloren zijn gegaan. Ze stelden waarschijnlijk de Hemelvaart en Christus in majesteit voor. Het verhaal moet met een soort slingerbeweging van linksonder naar rechtsboven worden gelezen.

#### Onderste register
|                      |                   |                           |
| Voetwassing          | Verraad van Judas |                           |
|                      |                   |                           |
| Intocht in Jeruzalem | Laatste Avondmaal | Afscheid van de apostelen |

|                       |
|                       |
| Gevangenneming        |
| Gebed op de Olijfberg |

|                              |                       |                                         |
|                              |                       |                                         |
| Christus voor Annas          | Bespotting            | Christus beschuldigd door de farizeeërs |
| Eerste loochening van Petrus | Christus voor Kajafas | Christus voor Pilatus                   |

#### Bovenste register
|                                                  |              |                          |
| Christus in de mantel voor Pilatus (Lucas 23:11) | Geseling     | Weg naar Golgotha        |
|                                                  |              |                          |
| Christus voor Herodes                            | Doornenkroon | Pilatus wast zijn handen |

|                        |
| Kruisiging 100 × 76 cm |

|               |                                                       |                 |
| Graflegging   | Drie Maria's bij het graf                             | Emmaüsgangers   |
|               |                                                       |                 |
| Kruisafneming | Afdaling van Christus in het voorgeborchte van de hel | Noli me tangere |

### Predella
Op de predella zijn scènes uit het leven van Jezus van afgebeeld. De meeste reconstructies gaan ervan uit dat er oorspronkelijk negen panelen waren waarvan het eerste verloren is gegaan. Dit stelde vermoedelijk de doop van Christus door Johannes de Doper voor. Van de overgebleven panelen zijn er nog twee in Siena; de rest is verspreid over vijf musea in Europa en de Verenigde Staten. 

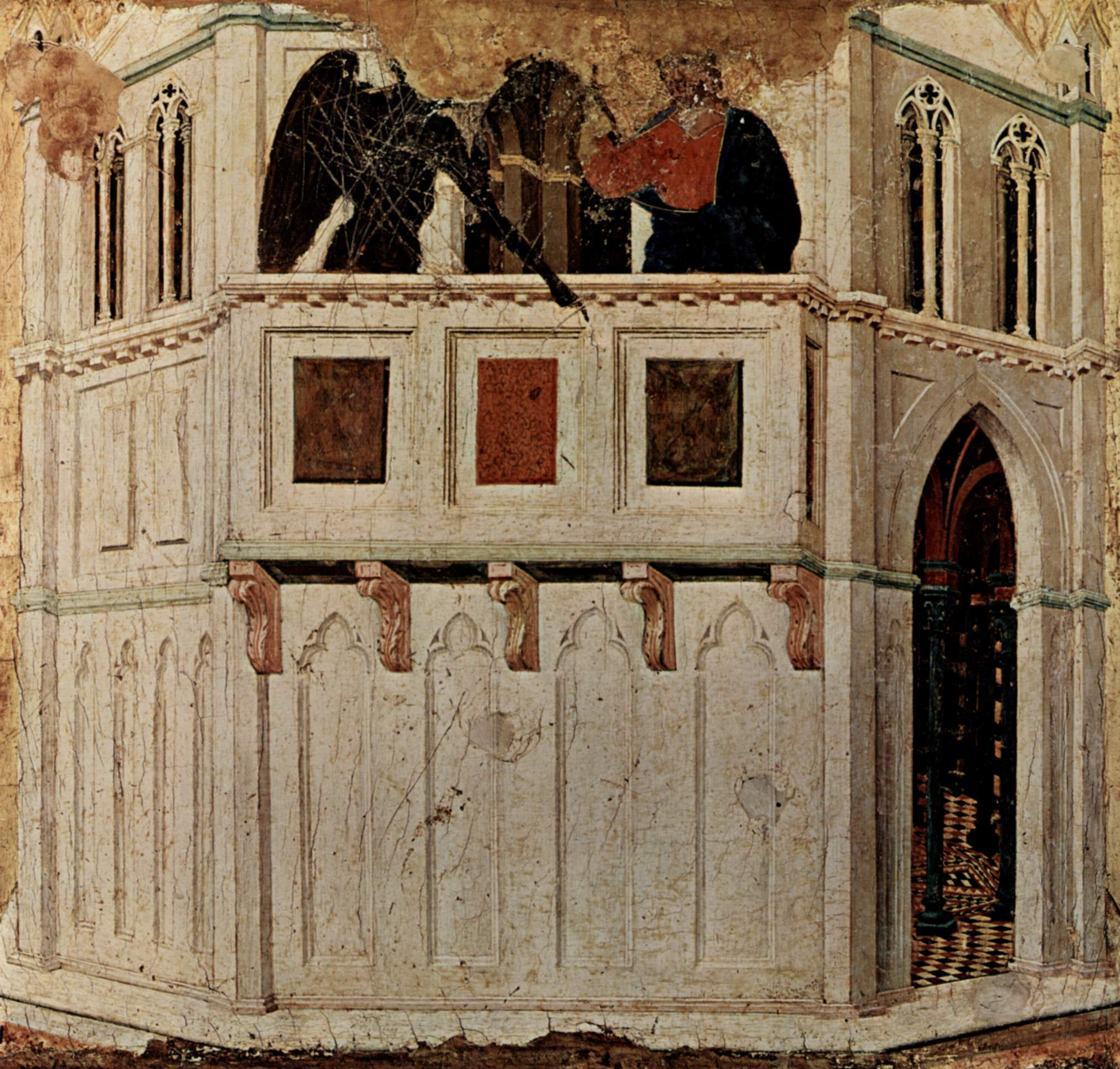
Verzoeking op de tempel (Siena)
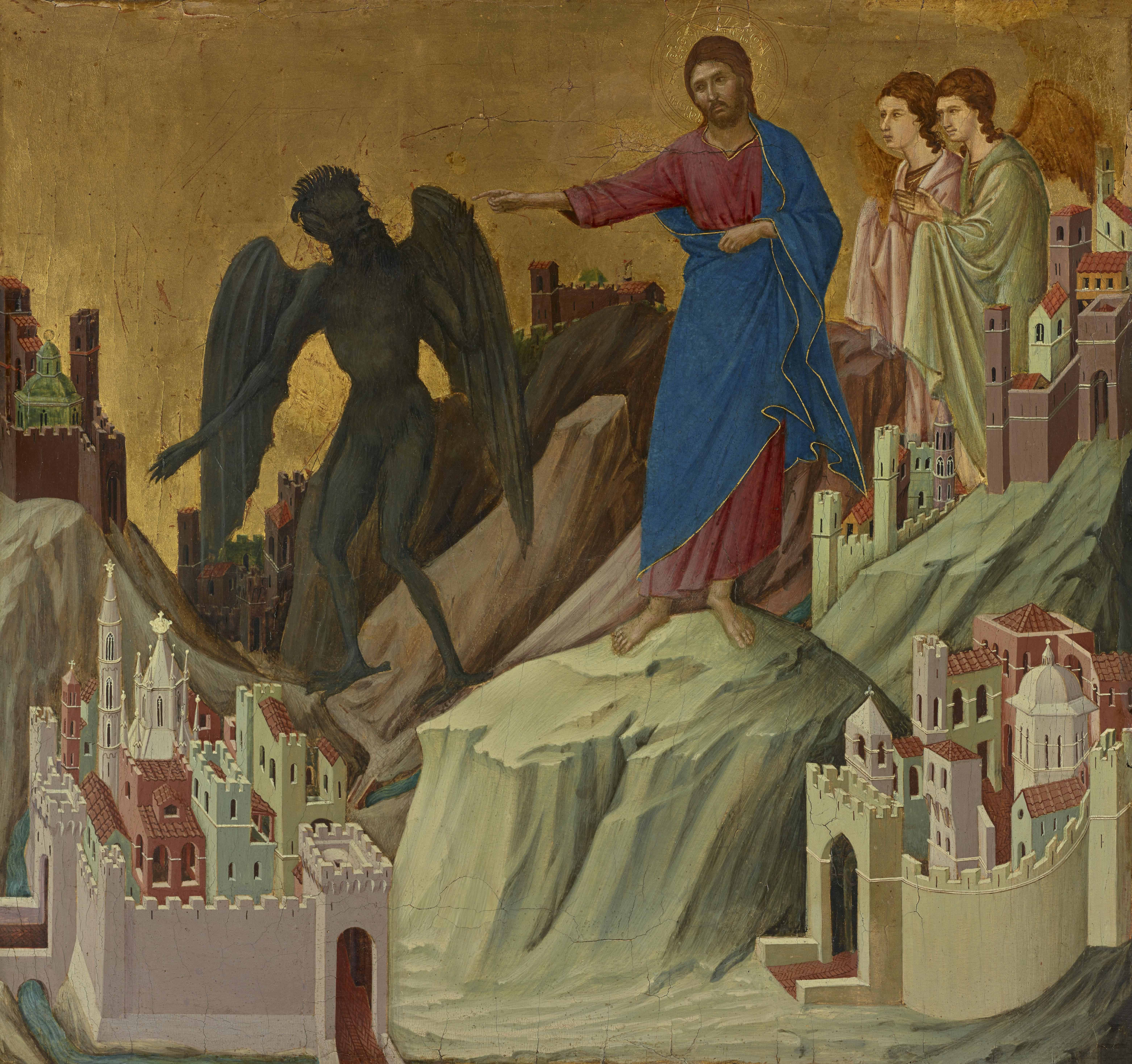
Verzoeking op de berg (Frick Collection, New York)
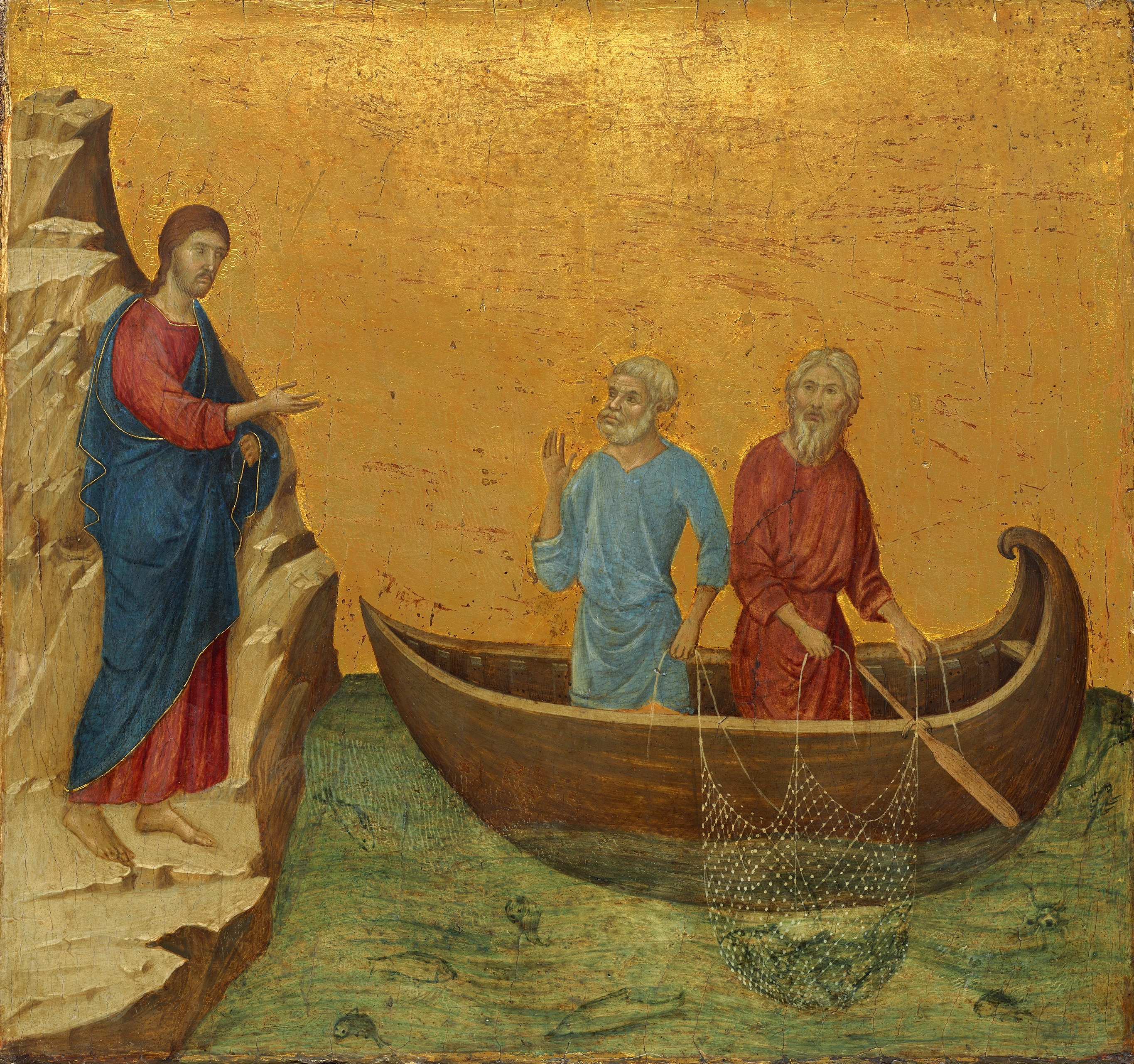
Roeping van Petrus en Andreas (National Gallery of Art, Washington)
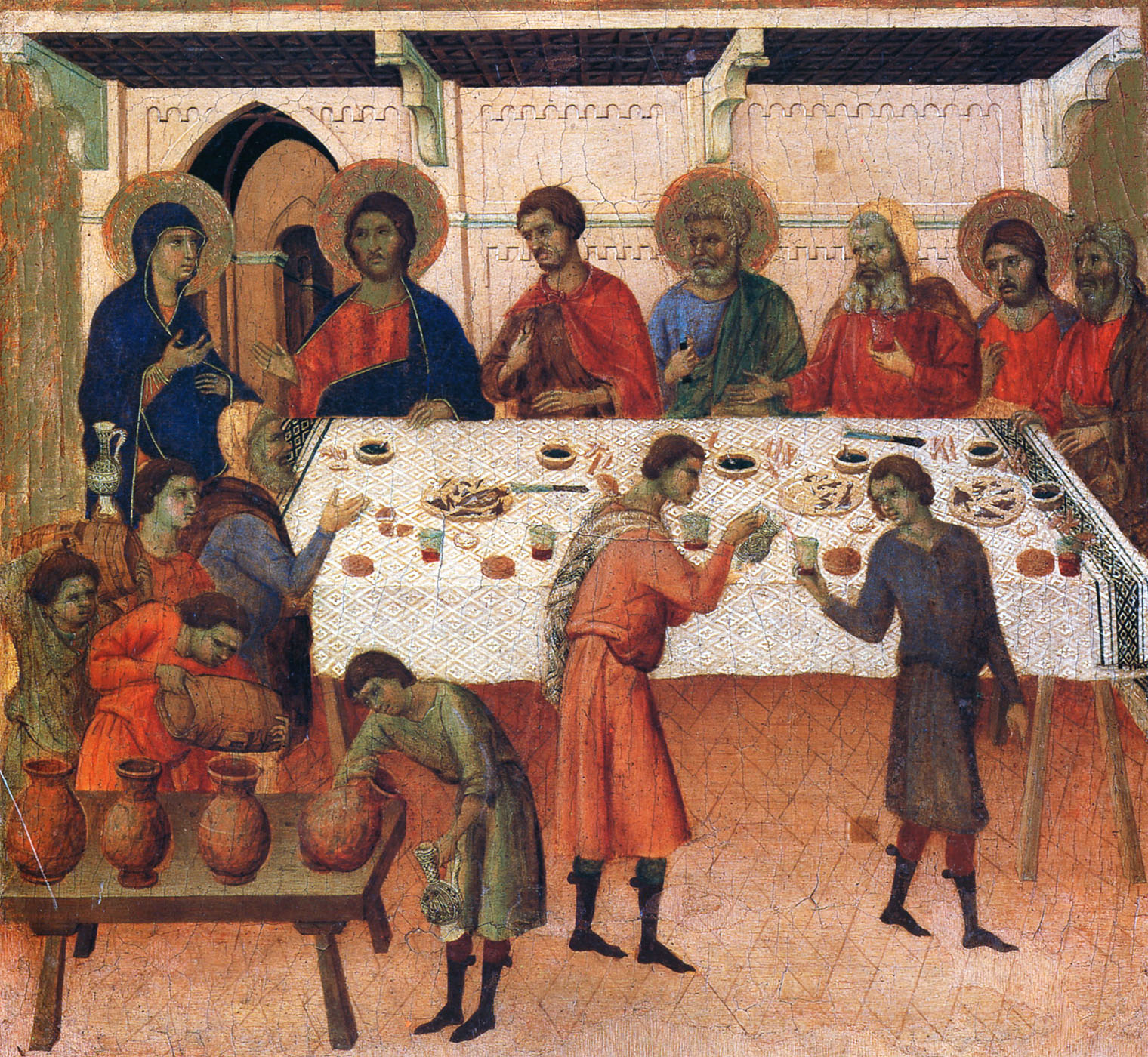
Bruiloft te Kana (Siena)
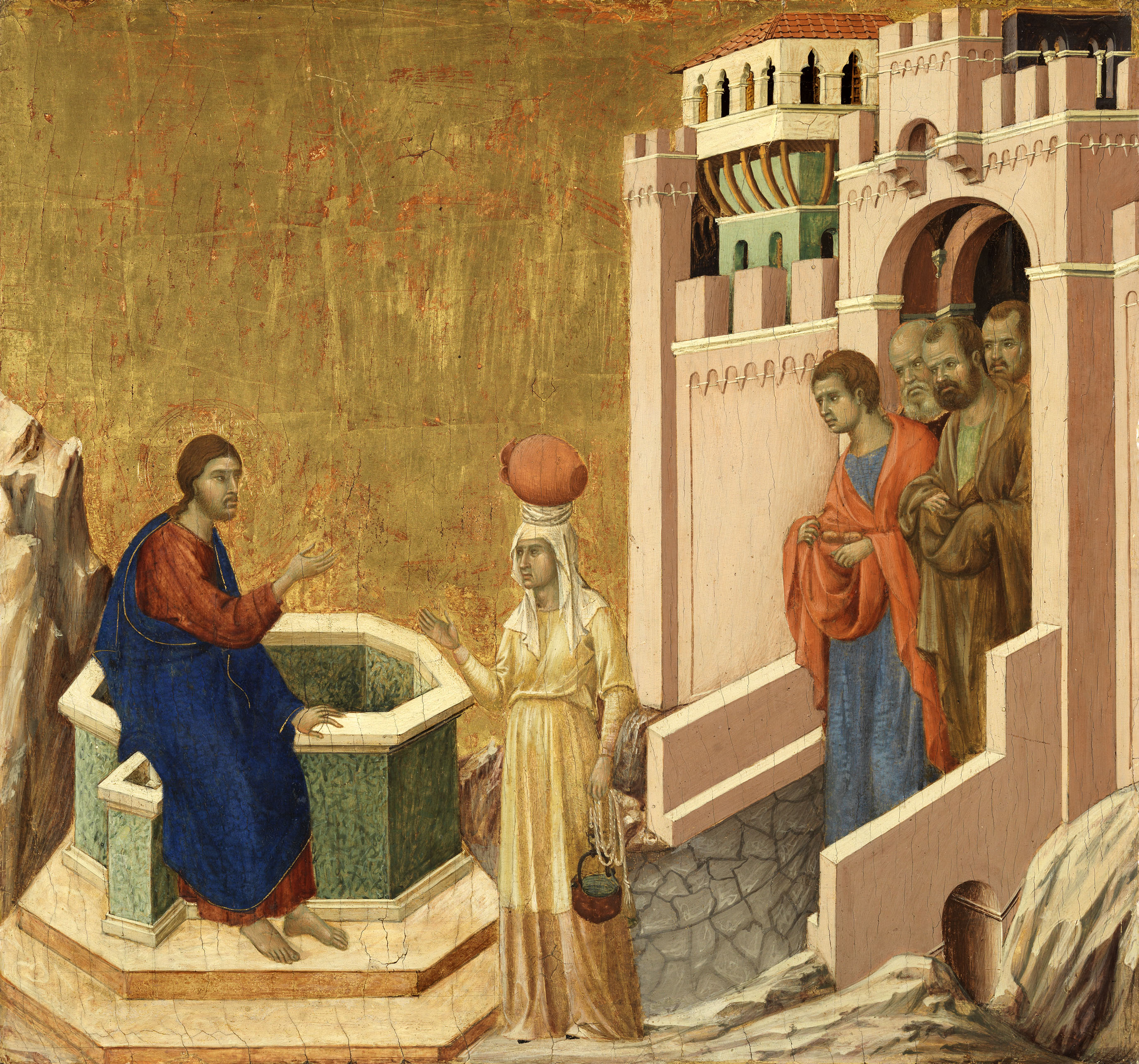
Christus en de Samaritaanse vrouw Museo Thyssen-Bornemisza (Madrid)
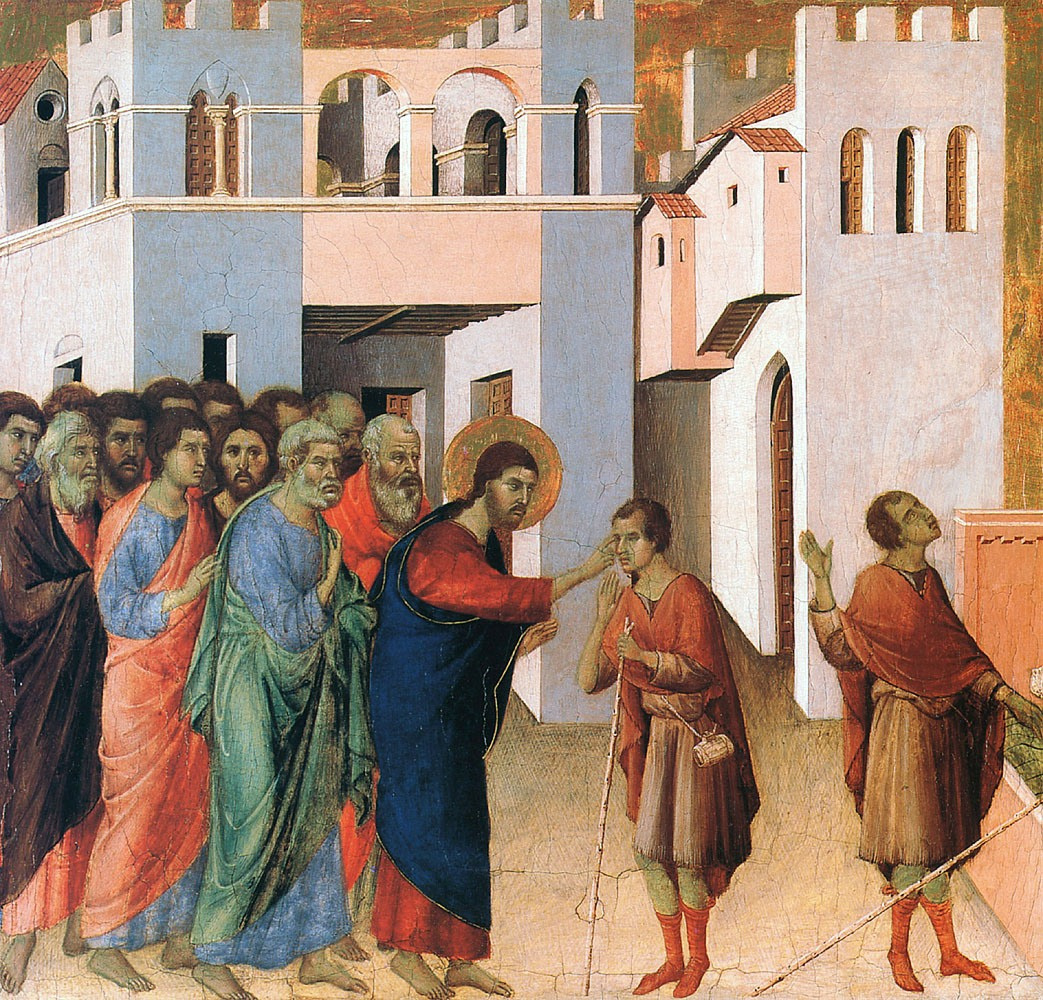
Genezing van de blinde National Gallery (Londen)
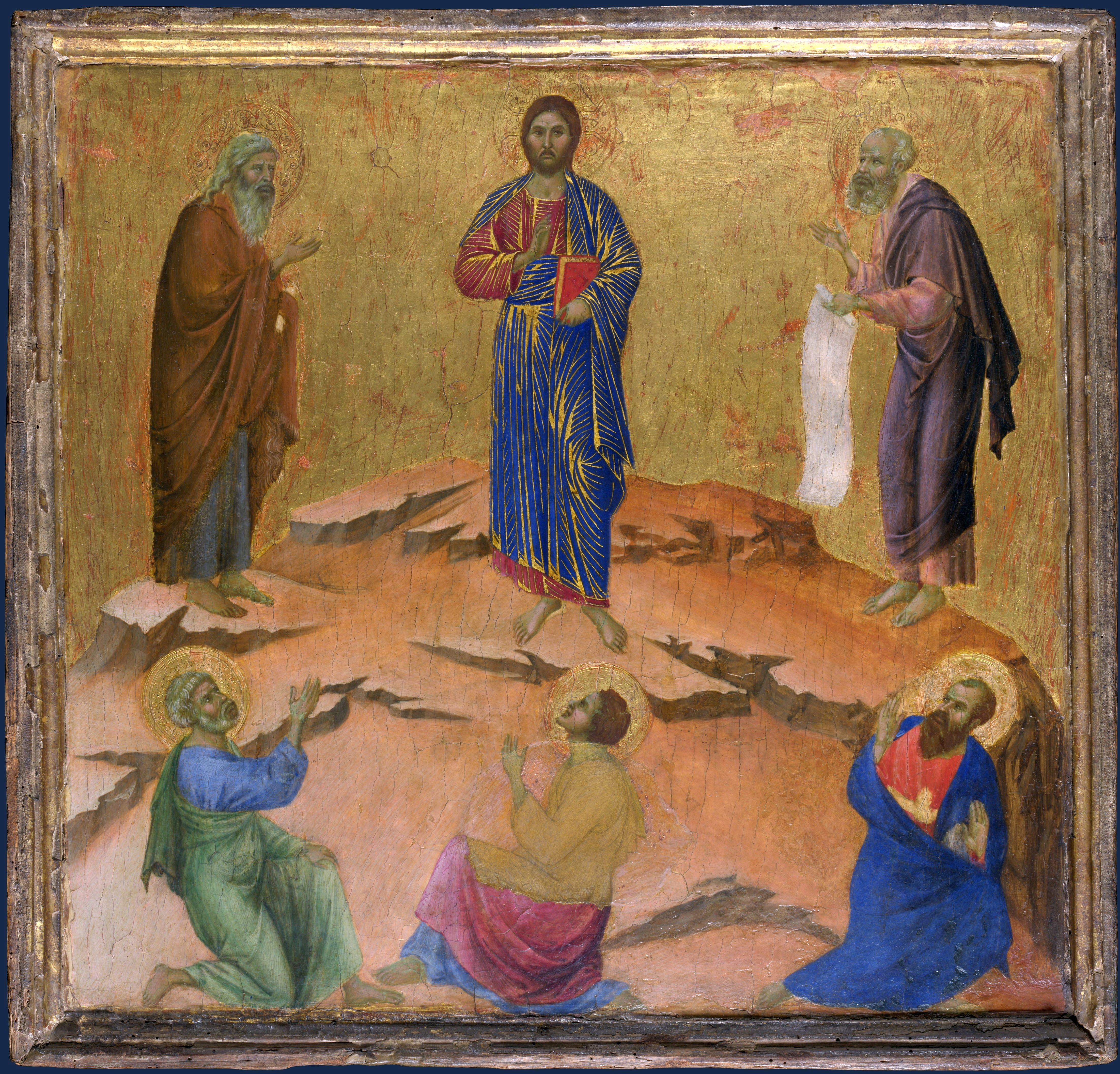
Transfiguratie van Christus National Gallery (Londen)
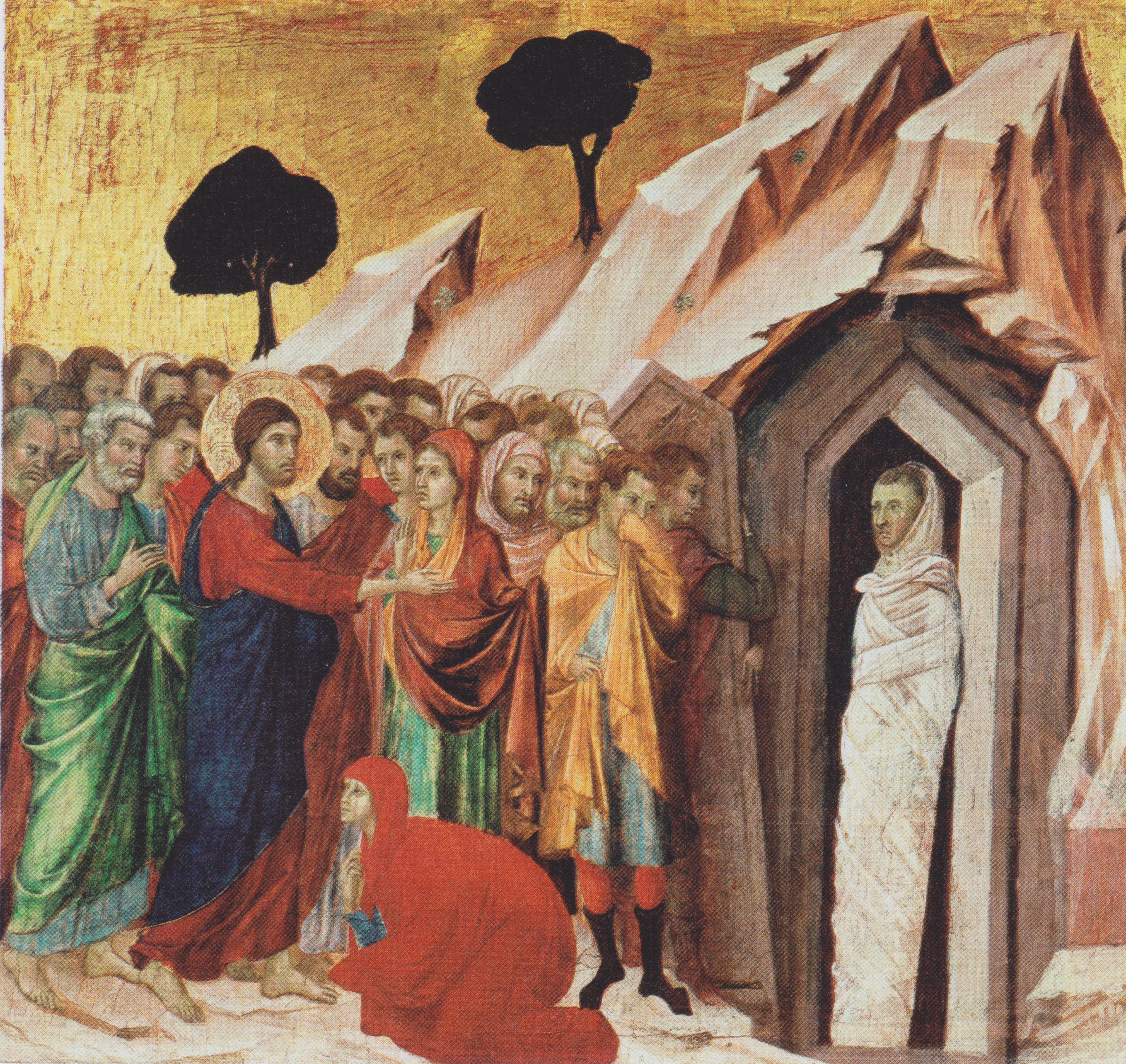
Opwekking van Lazarus Kimbell Art Museum (Fort Worth)

## Mogelijke fragmenten van verdwenen panelen

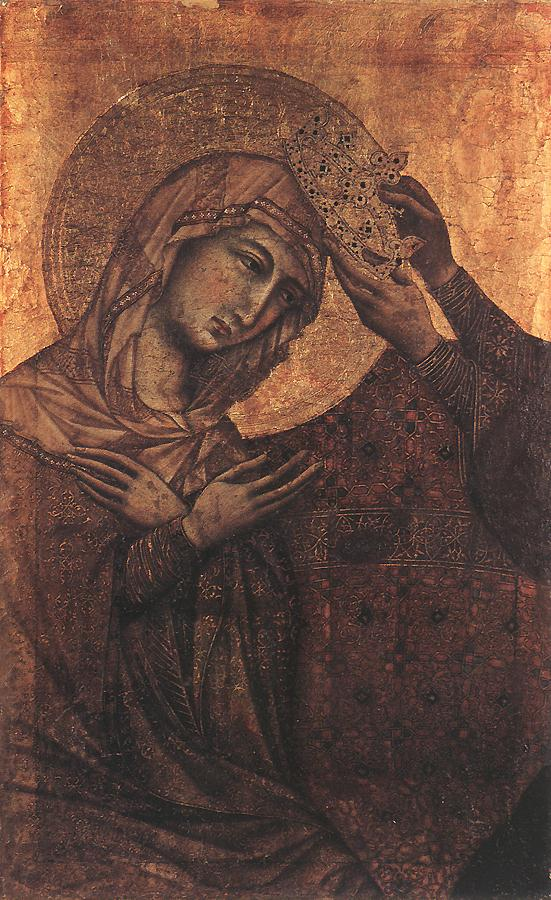
Fragment van een Kroning van Maria, 51,5 × 32 cm, Szépművészeti Múzeum, Boedapest

Het fragment van een Kroning van Maria wordt door sommige kunsthistorici (zoals Alessandro Conti) in verband gebracht met Duccio. Het zou dan gaan om de voorstelling die zich aan de voorkant boven de Maestà heeft bevonden.
De vier aartsengelen worden toegeschreven aan het atelier van Duccio en behoren waarschijnlijk tot de twaalf engelen die vroeger het altaarstuk bekroonden, zes aan de voorkant en zes aan de achterkant.

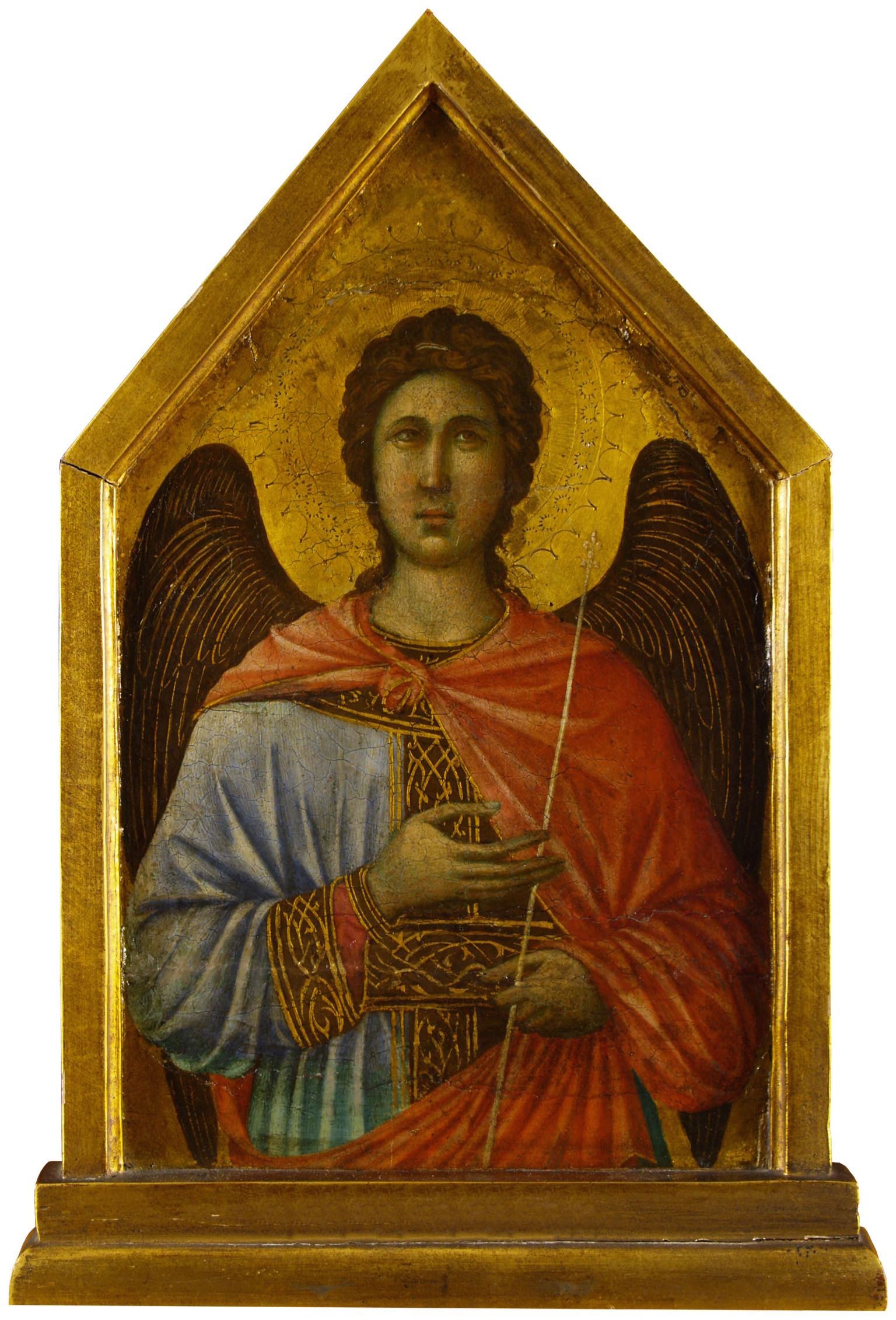
Aartsengel, Huis Bergh, 's-Heerenberg
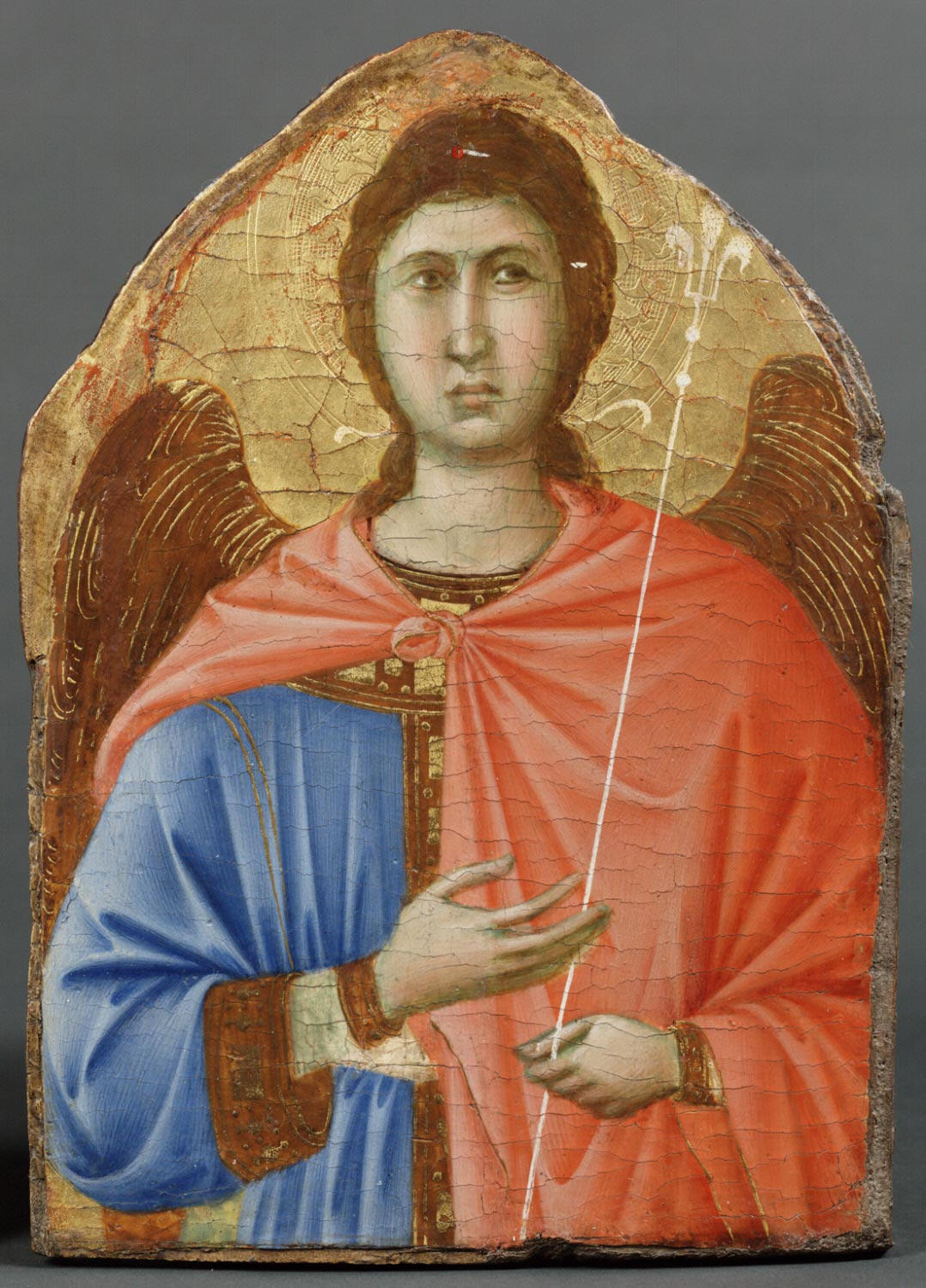
Aartsengel, Philadelphia
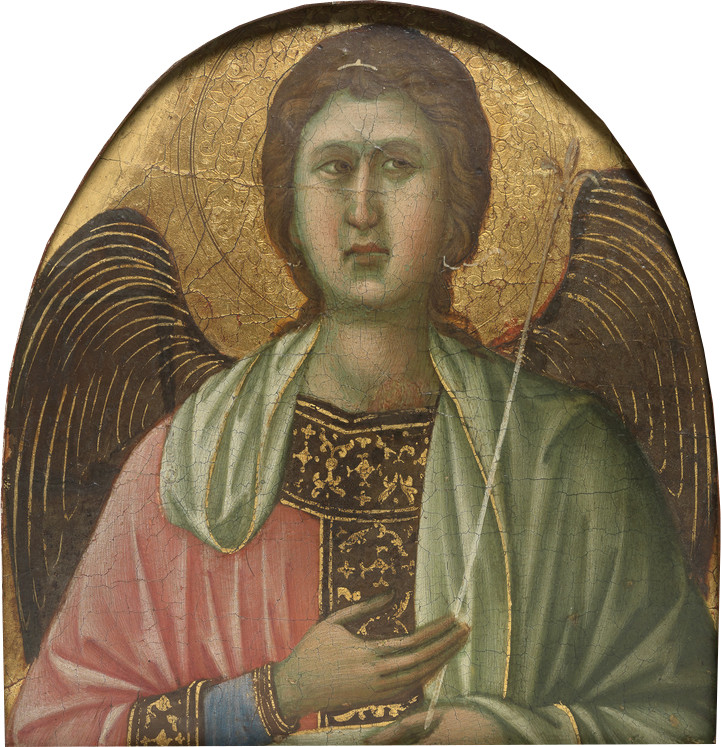
Aartsengel, 1311, tempera en goud op paneel, 22,5 × 21,6 cm, Mount Holyoke College Art Museum, inv. MH 1965.45.P.PI
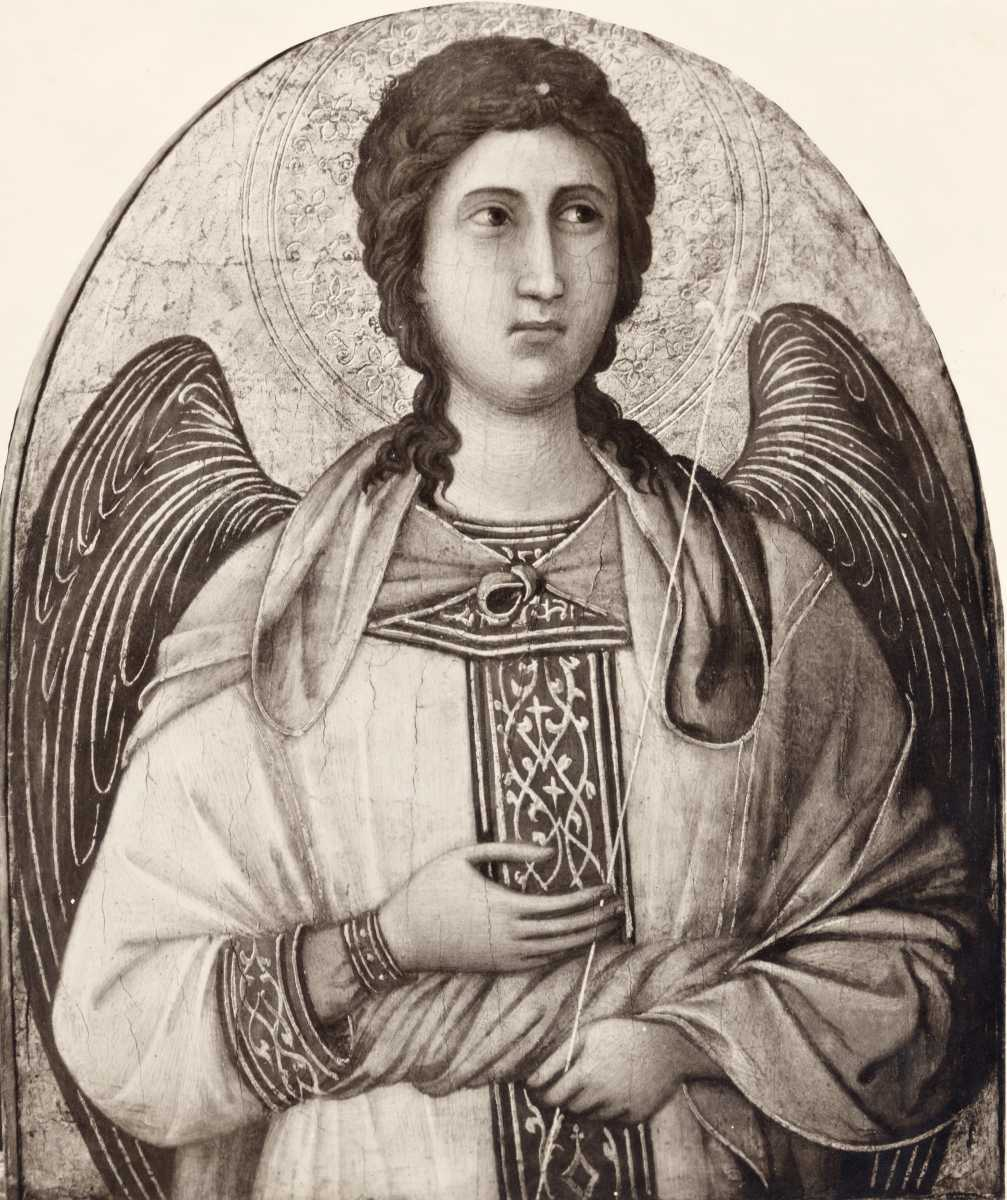
Aartsengel, privéverzameling (voorheen verzameling Stoclet)

## Latere lotgevallen
Rond 1330 werd het plan opgevat om de Maestà het pronkstuk te laten zijn van een reeks altaren die gewijd waren aan de vier patroonheiligen van de stad: Sint-Ansanus, Sint-Sabinus van Spoleto, Sint-Crescentius van Rome en Sint-Victor. De retabels werden besteld bij de beste schilders van Siena: De annunciatie (1333) van Simone Martini, De geboorte van Maria (1342) van Pietro Lorenzetti, De presentatie in de tempel (1342) van Ambrogio Lorenzetti en de later ontmantelde Geboorte van Jezus uit circa 1351, die wordt toegeschreven aan Bartolomeo Bulgarini.

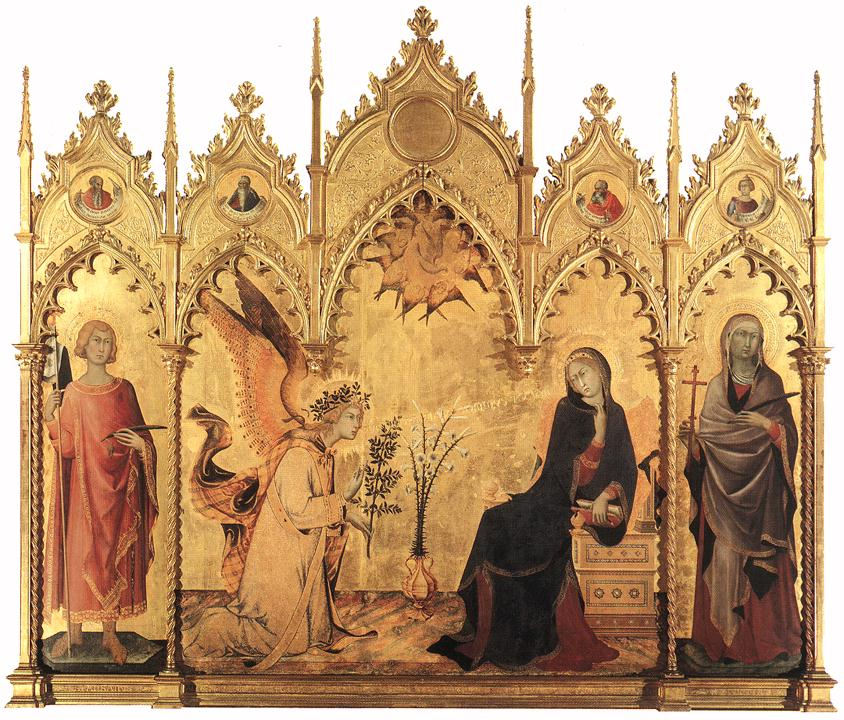
Simone Martini en Lippo Memmi, Annunciatie met de heiligen Margaretha en Ansanus, 1333, Uffizi, Florence
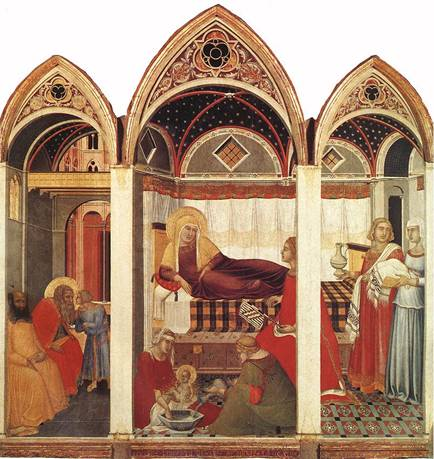
Pietro Lorenzetti, Geboorte van Maria, 1342, Museo dell'Opera del Duomo, Siena
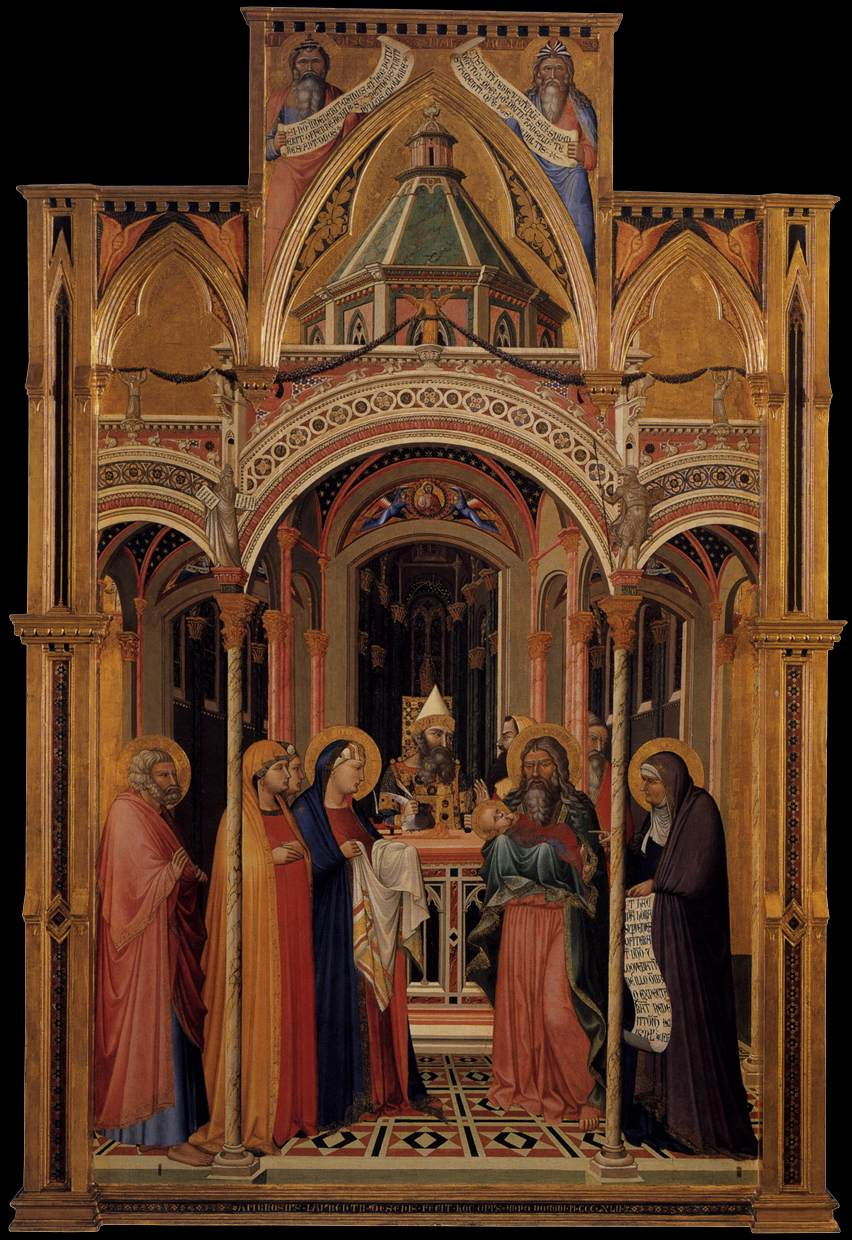
Ambrogio Lorenzetti, Presentatie in de tempel, 1342, Uffizi, Florence
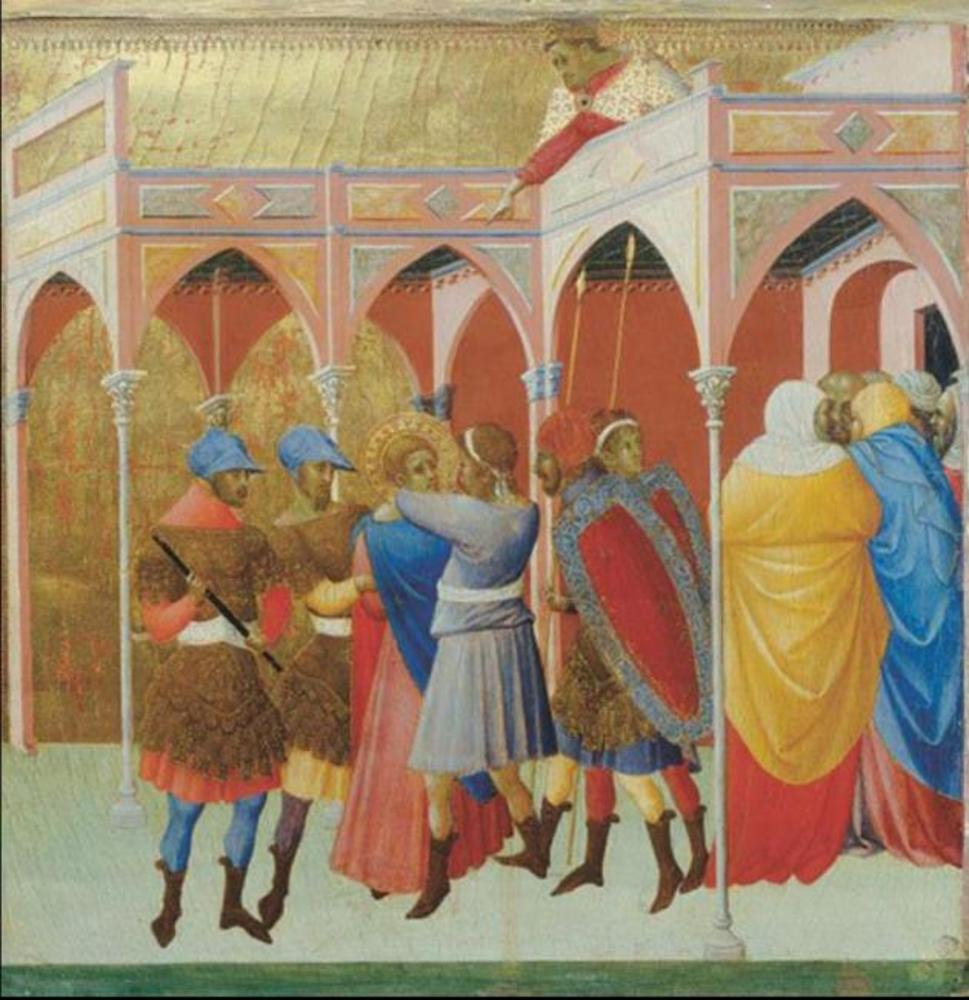
Bartolomeo Bulgarini, Blindmaking van de heilige Victor (fragment van de predella), ca. 1351, Städel Museum, Frankfurt

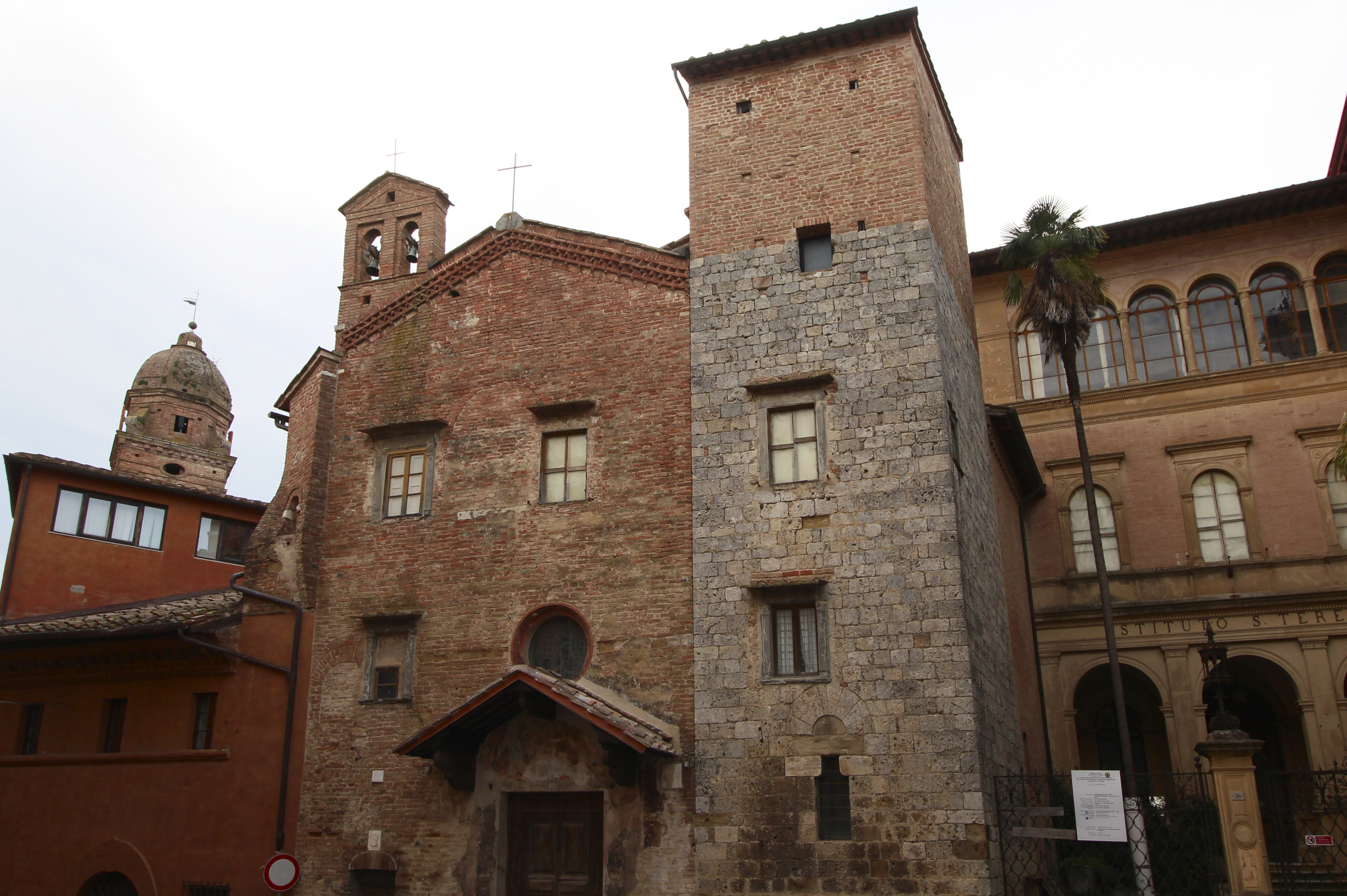
De chiesa delle Carceri di Sant'Ansano in Siena, waar de Maestà werd op 1 augustus 1771 aan stukken werd gezaagd.

In 1375-1376 werd er een baldakijn van ijzer en hout met gepolychromeerde beelden boven het hoofdaltaar gehangen, de zogeheten capello. Rond 1505-1506 werd de Maestà weggehaald van het hoofdaltaar en verplaatst naar een positie bij een altaar dat op dat moment was gewijd aan de heilige Sebastiaan. Uit 16e-eeuwse inventarisbeschrijvingen van de kathedraal blijkt dat het hoofdpaneel zelf op dat moment ook voorzien was van toevoegingen, alsof het een Byzantijns icoon was: 
Op het hoofd van Onze Lieve Vrouwe een kroon van zilver (una Corona dargiento) en op de rechterschouder een zilveren ster en op haar borst een zilveren zon. Op het hoofd van Jezus een zilveren kroon en ook op zijn borst een zilveren zon, welk paneel is naast het altaar van Sint-Sebastiaan met de lamp (allato al altare di Sco Bastiano cola lampana).
In 1771 volgde dan de ontmanteling in opdracht van Giovanni Borghese, de toenmalige rector van de dom. Op 18 juli 1771 werd het retabel vervoerd naar de kerk die was gewijd aan de heilige Ansano, alwaar het op 1 augustus in zeven stukken werd gezaagd. Hierna werden de voor- en achterzijden van elkaar gescheiden en opnieuw gemonteerd tot twee altaarstukken, de ene voor het altaar van de heilige Ansano, de ander voor het altaar van het Allerheiligste Sacrament (Santissimo Sacramento). De predella en bekroningen werden tot losse panelen verzaagd die later over diverse musea verspreid raakten. Al het houtwerk van de architectonische omlijsting werd afgedankt. De grootste panelen keerden in 1795 terug naar de kathedraal en werden in 1878 overgebracht naar het bijbehorende museum (Museo dell'Opera della Metropolitana di Siena). In de jaren 1953-1958 volgde de restauratie waarbij vooral het herstel van het zwaar beschadigde voorpaneel met de Madonna veel aandacht vroeg. Zo zijn de gezichten van Maria en Jezus zo sterk afgesleten dat de grondlaag zichtbaar is.

## Invloed en navolging
Terwijl Duccio veel had opgestoken van de innovaties van de Franse gotiek, stroomde de invloed vrijwel meteen na zijn dood de andere kant op. Vooral de schilders (niet de beeldhouwers en architecten) uit het noorden voelden de noodzaak de vernieuwingen in Italië van Duccio, Giotto, de Gaddi's, Simone Martini en de Lorenzetti's te absorberen tot er rond 1400 een evenwicht werd bereikt met de Internationale Stijl.

### Jean Pucelle
De eerste noorderling die kennisnam van de Maestà en het voorbeeld meteen op een creatieve manier verwerkte, was de miniaturist Jean Pucelle. Hij heeft hierbij wellicht ook de schilderijen betrokken van navolgers van Duccio uit Siena, die voortborduurden op diens werk. Voor zijn Annunciatie in het Belleville-breviarium gebruikte hij de Aankondiging van de dood van Maria als voorbeeld, inclusief de wat onhandige Gabriël die voor het portaal zweeft in plaats van erin. Hij verbeterde dit in het getijdenboek van Jeanne d'Évreux (ca. 1325-1328) door zijn compositie te combineren met Duccio's complexere en perspectivisch correctere Annunciatie (de aankondiging van de geboorte van Jezus) op de predella. Hiervan nam Pucelle ook de staande in plaats van zittende Maria over. Pucelle begreep hoe hij deze twee voorstellingen kon samenvoegen tot een originele compositie.
Ook de Kruisiging en de Graflegging in hetzelfde getijdenboek zijn beïnvloed door de Maestà.

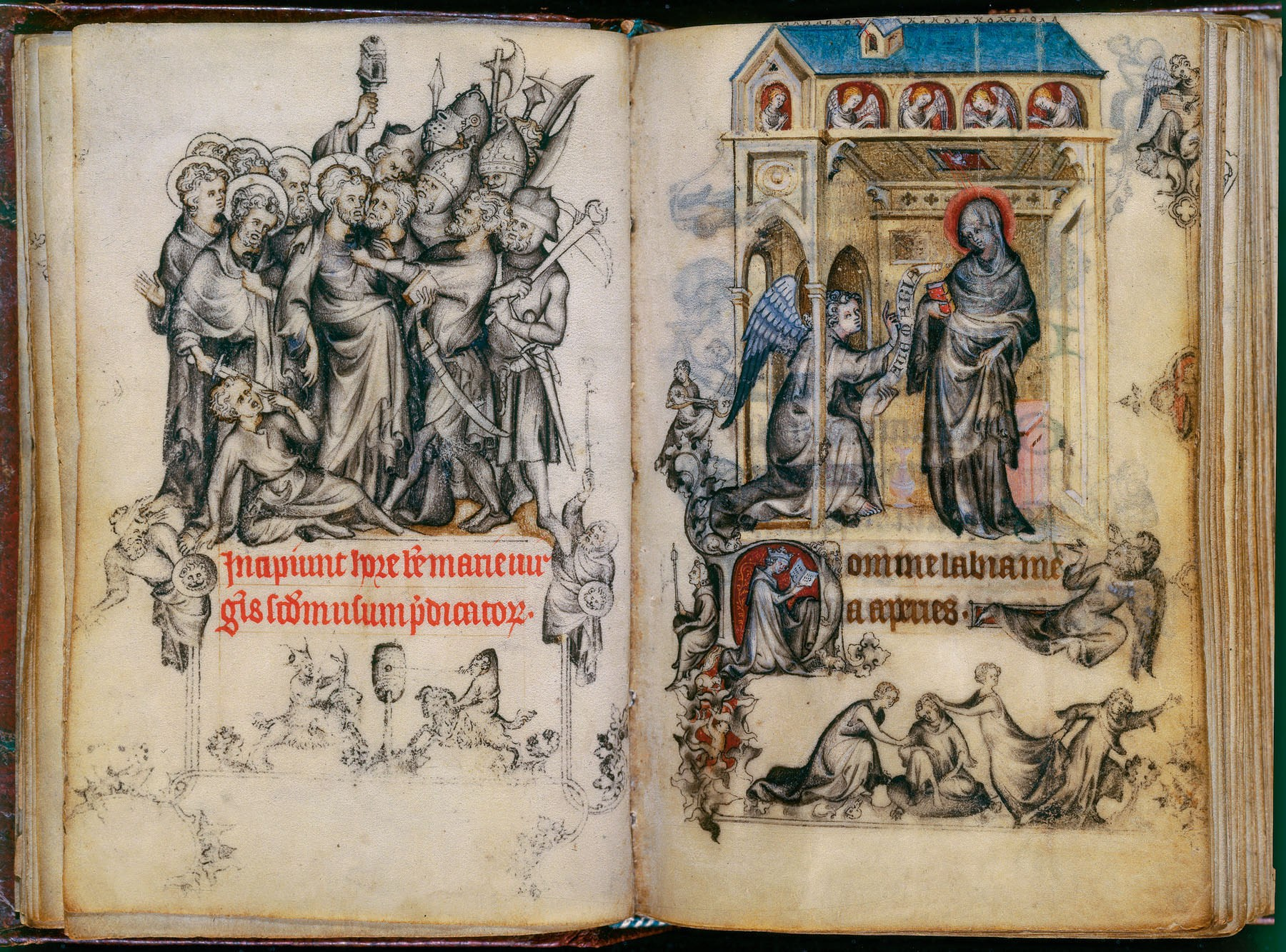
Getijdenboek van Jeanne d'Évreux: Gevangenneming en Annunciatie, ca. 1325-28, Metropolitan Museum of Art, New York
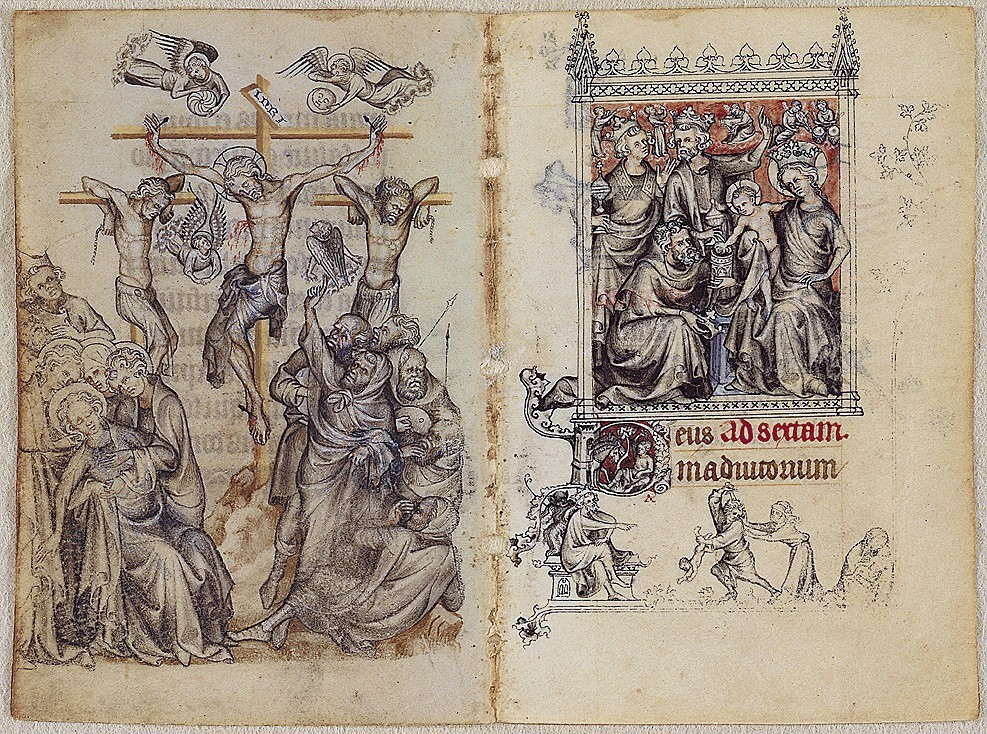
Getijdenboek van Jeanne d'Évreux: Kruisiging en Aanbidding der wijzen met Kindermoord in Bethlehem
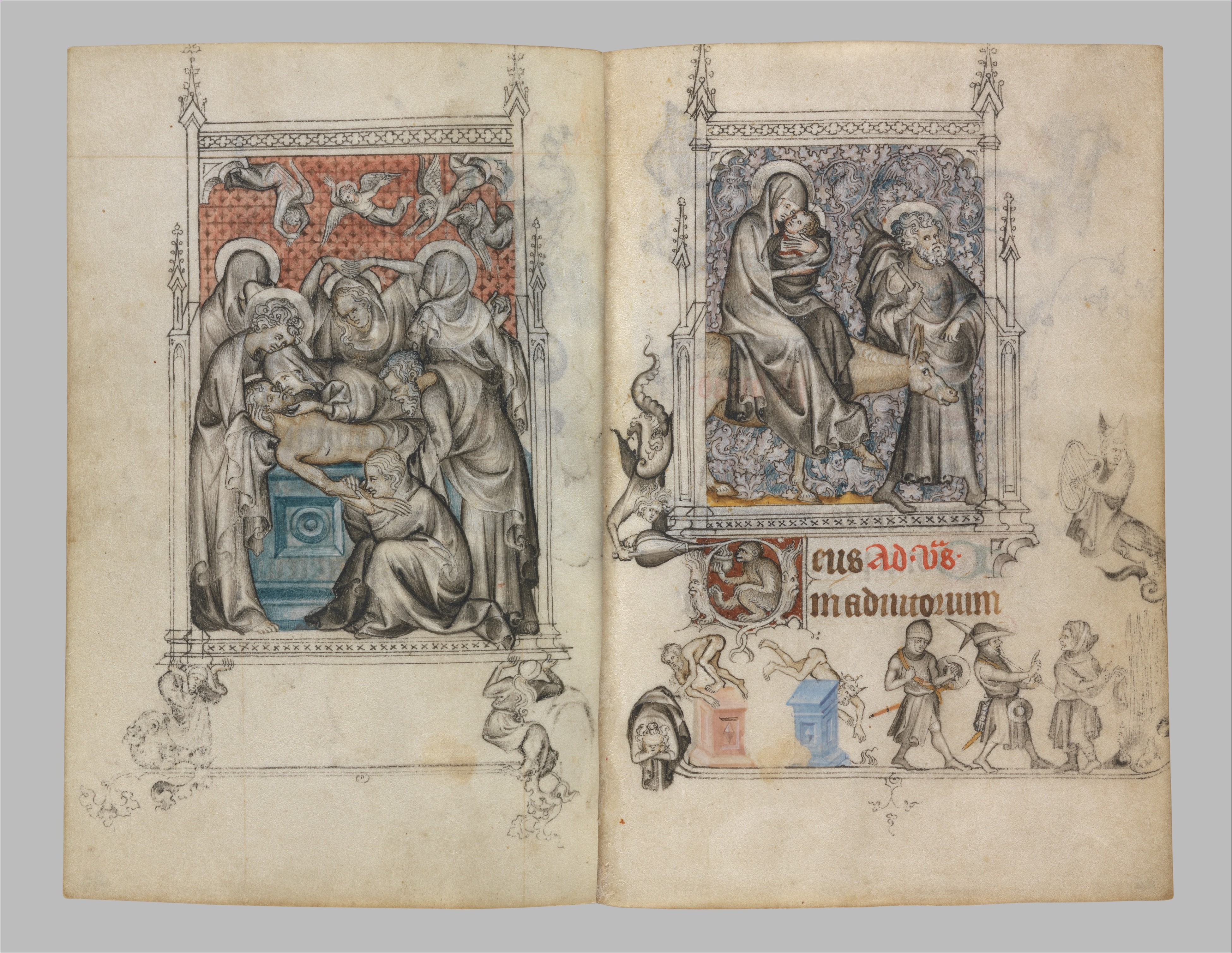
Getijdenboek van Jeanne d'Évreux: Graflegging en Vlucht naar Egypte